# Californië
Californië (Engels: California, ook in het Spaans) is een van de vijftig staten van de Verenigde Staten. Het ligt van noord naar zuid uitgestrekt langs de westkust van het land, aan de Stille Oceaan. De hoofdstad is Sacramento. Los Angeles, San Diego, San Jose, San Francisco, Fresno, Sacramento, Long Beach en Oakland zijn de grootste steden. Californië omvat twee van 's lands grootste stedelijke gebieden, de Greater Los Angeles Area en de San Francisco Bay Area. Met een bevolking van ruim 39,5 miljoen mensen (2018) heeft Californië meer inwoners dan enige andere staat in de VS.
De oppervlakte van de staat Californië bedraagt 423.970 km². Hiermee is Californië iets groter dan Duitsland of Japan en iets kleiner dan Frankrijk of Zweden. Californië is de op twee na grootste staat van de VS, na Alaska en Texas. Californië grenst in het zuiden aan de Mexicaanse staat Baja California, in het oosten aan de Amerikaanse staten Arizona en Nevada en in het noorden aan de staat Oregon. In het westen en zuidwesten wordt de staat begrensd door de Grote Oceaan. De Californische kustlijn is ongeveer 1400 km lang.
Californië kent veel natuurschoon, een rijke vegetatie en een diverse fauna. Het hoogste en het laagste punt van de 48 continentale staten liggen in deze staat. Er zijn omvangrijke natuurgebieden, onder andere met de hoogste bomen ter wereld. Er zijn bergketens met skigebieden, maar ook woestijnen, gletsjers, bossen, heuvelgebieden, meren en stranden. Het klimaat en de begroeiing variëren van droge woestijngebieden tot alpiene hooggebergtes.
Californië werd in 1846-1848 onderdeel van de Verenigde Staten; daarvoor was het een deel van Mexico. Het symbool van de staat is de Californische grizzlybeer, die ook op de vlag staat afgebeeld. De bijnaam van Californië is "the Golden State" (de gouden staat).

## Geografisch overzicht

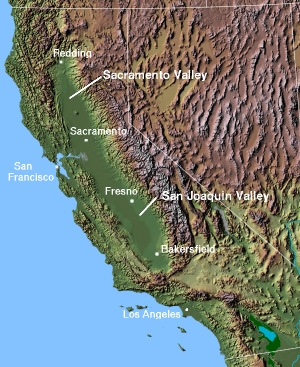
Fysisch-geografische kaart van Californië

### Central Valley en de Bay Area
Het midden van de staat is een langgerekte laagvlakte, de Central Valley. Door de vruchtbare bodem en het gunstige klimaat is de valley een rijk en gevarieerd landbouwgebied, waar 230 verschillende landbouwproducten worden geteeld (een derde van het totale aantal in de VS). Ook ligt er een aantal grote bevolkingscentra, zoals Sacramento (de hoofdstad van de staat), Modesto en Fresno. De Central Valley wordt gedraineerd door de San Joaquin (zuidelijke helft) en de Sacramento (noordelijke helft). De rivieren vormen samen een grote omgekeerde delta, de Sacramento-San Joaquindelta, die de Central Valley in tweeën deelt en via een irrigatiesysteem ruim 23 miljoen mensen (twee derde van de bevolking van de staat) van drinkwater voorziet. De delta komt uit in een groot estuarium, waarvan het grootste deel de Baai van San Francisco genoemd wordt, terwijl een deel in het noordoosten de San Pablo Bay heet. De rivierdelta wordt met de San Pablo Bay verbonden door Suisun Bay en de Straat van Carquinez.
Het gebied rond de San Francisco Bay bestaat uit een grote stedelijke agglomeratie. Deze wordt de Bay Area genoemd en bevat onder meer de steden San Francisco, San Jose, Oakland en Berkeley. Het zuidelijke deel van de Bay Area, bij San Jose, draagt de bijnaam Silicon Valley. In dit gebied ligt een concentratie van computerindustrie. De San Francisco Bay staat via een nauwe verbinding in contact met de oceaan. Deze verbinding, ten noorden van San Francisco, wordt de Golden Gate genoemd.

### Noorden en oosten
In het oosten wordt de Central Valley begrensd door een hoog gebergte, de Sierra Nevada (Spaans voor besneeuwde bergketen). Dit gebergte ontleent zijn naam aan de eeuwige sneeuw op de hoogste hellingen en vormt een barrière tussen de vruchtbare laagvlakten en kustgebieden van Californië en de rest van de Verenigde Staten. Enkele van de hoogste toppen zijn Mount Whitney (4421 meter, buiten Alaska het hoogste punt in de VS), Mount Darwin (4218 m) en Mount Ritter (4010 m). In de Sierra Nevada ligt een aantal meren, waarvan Lake Tahoe (gedeeltelijk in Nevada) en Mono Lake de grootste zijn.
De Central Valley wordt van de oceaan gescheiden door de Pacific Coast Ranges en in het zuiden begrensd door de Tehachapi Mountains. Beide ketens zijn nergens hoger dan 2500 meter. Ten noorden en noordoosten van de Central Valley liggen de Cascades, een gebergte dat in feite de voortzetting van de Sierra Nevada vormt maar geologisch recent vulkanisch actief was. De hoogste toppen, zoals Lassen Peak (3192 m) en Mount Shasta (4317 m), zijn slapende vulkanen. Langs de kust gaan de Coast Ranges naar het noorden over in de Klamath Mountains op de grens met Oregon.

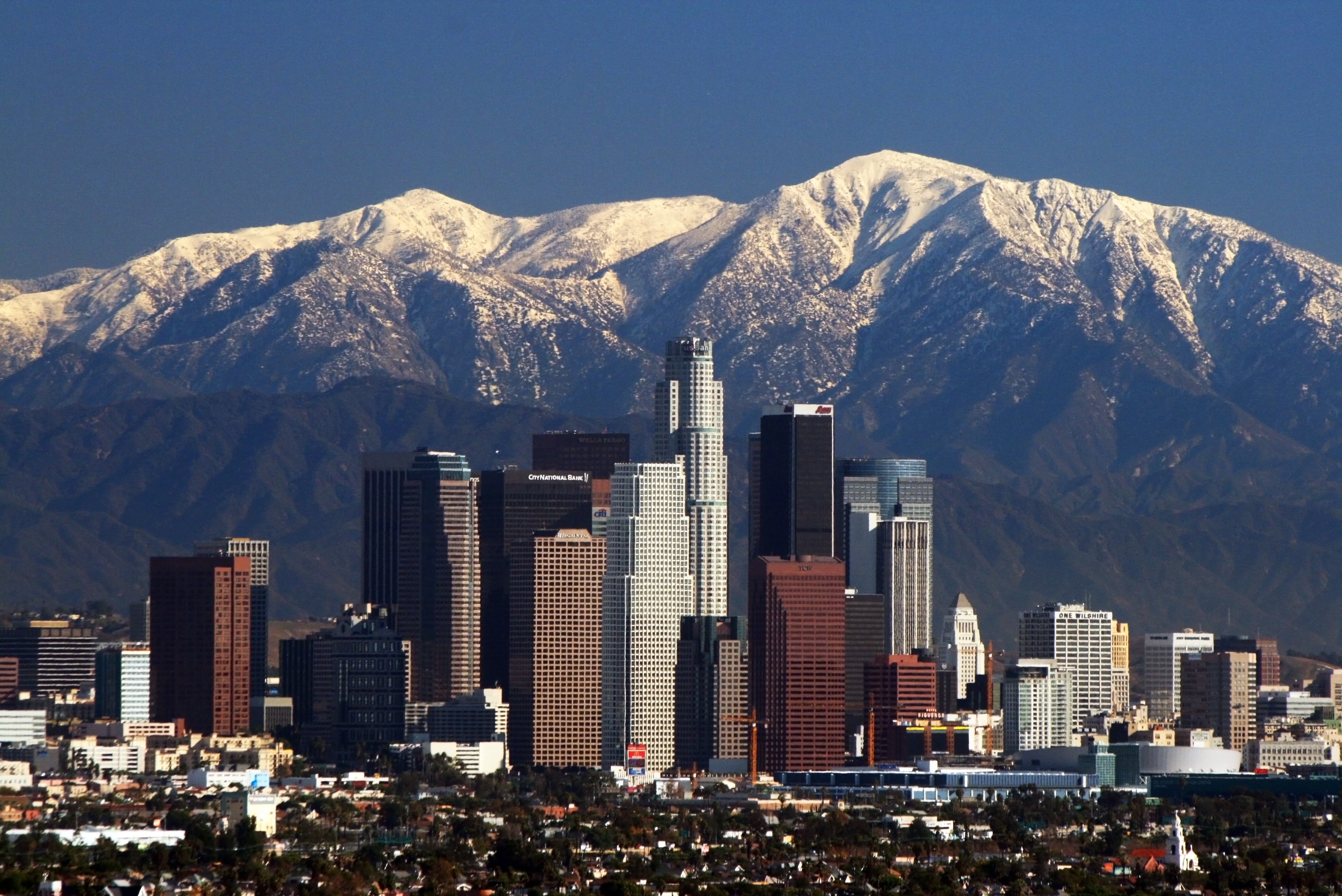
Zicht op het centrum van Los Angeles met op de achtergrond de San Gabriel Mountains

Ten oosten van de Sierra Nevada en de Cascades begint de Basin and Range Province, een uitgestrekt gebied dat zich fysiografisch onderscheidt door een basin and range-topografie, een afwisseling van langgerekte bergketens en vlakke valleien. Ten oosten van de Cascades ligt het Modoc Plateau, dat gedeeltelijk in Oregon en Nevada ligt. De eerste vallei ten oosten van de Sierra Nevada is Owens Valley. Deze vallei scheidt de Sierra Nevada van de White Mountains, met als hoogste punt White Mountain Peak (4344 m). Door de vallei stroomt de Owens River, die tot het begin van de 20e eeuw nog uitmondde in het meer Owens Lake, maar zowel de rivier als het meer staat droog als gevolg van het aftappen van water voor de irrigatie en de watervoorziening van de stad Los Angeles.

### Zuiden
In het zuiden van Californië wijkt de kust inwaarts en bevindt zich een kustvlakte, waar Los Angeles ligt, de grootste stad van de staat. Los Angeles vormt het centrum van een grote stedelijke agglomeratie (de Greater Los Angeles Area), waar in totaal tussen de 13 en 18 miljoen mensen leven. Het verstedelijkt gebied in het binnenland, rond de steden San Bernardino en Riverside in de San Bernardino Valley, wordt als een aparte grootstedelijke agglomeratie gezien, die Inland Empire wordt genoemd.
Voor de kust liggen de acht Channel Islands waarvan vijf worden beschermd in het Channel Islands National Park. Landinwaarts van Los Angeles liggen de Transverse Ranges met als hoogste punt de San Gorgonio Mountain (3501 m) in de San Bernardino Mountains. Het binnenland heeft hier geen hoge bergketens, maar bestaat uit een basin-and-rangetopografie. Veel van dit binnenland bestaat uit woestijn, onder andere bij Death Valley, de Coloradowoestijn (deel van de Sonorawoestijn die in Mexico doorloopt) en de Mojavewoestijn. In Death Valley bevindt zich het laagste punt van Noord-Amerika (bij Badwater, 86 meter onder de zeespiegel).
Nog verder naar het zuiden ligt de Salton Sea, een groot endoreïsch zoutmeer. In het oosten wordt de grens met Arizona gevormd door de rivier de Colorado. In het uiterste zuiden ligt aan de kust de tweede stad van Californië, San Diego.

## Fysische geografie

### Geologie

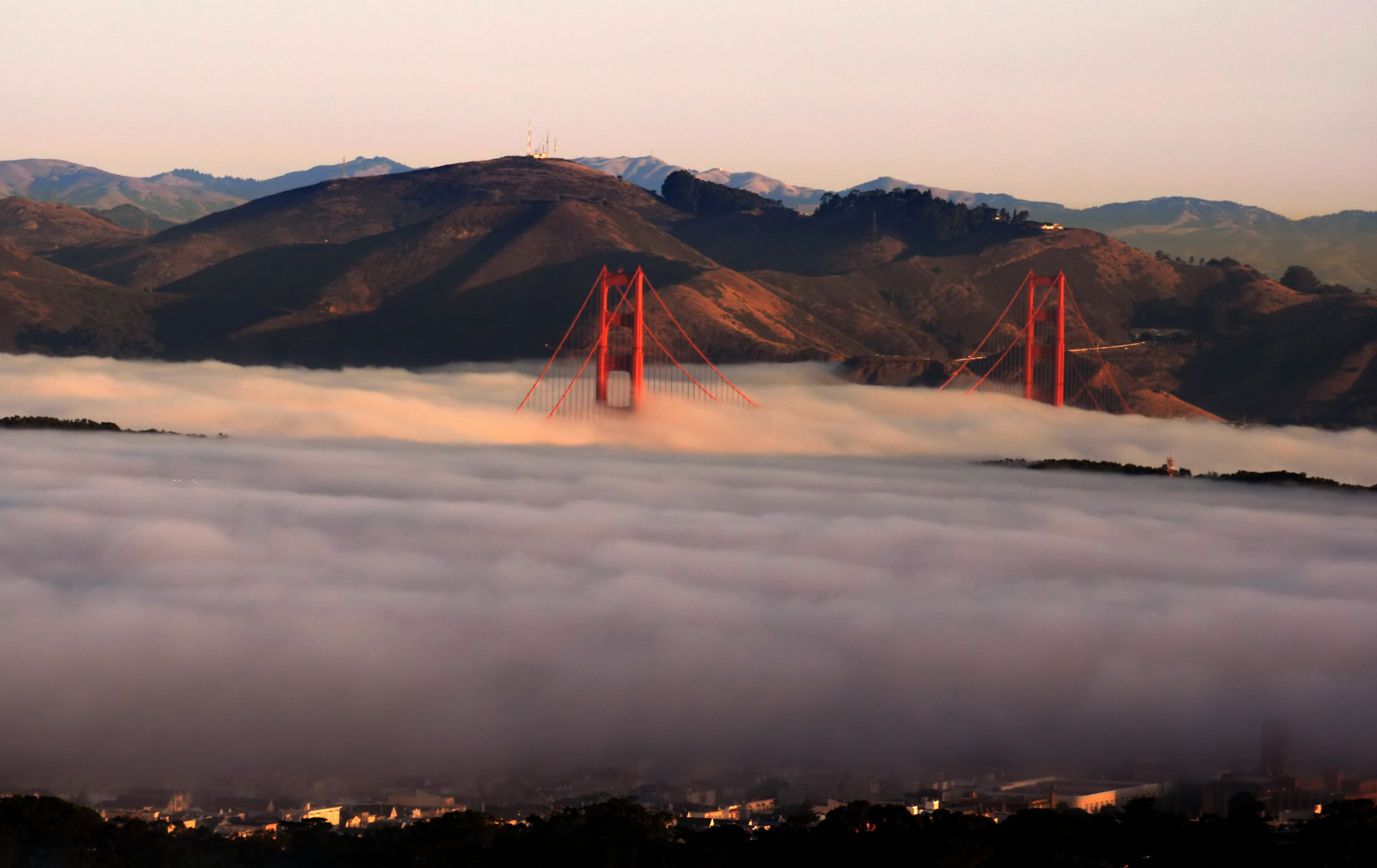
De zomer brengt vaak mist in de kuststrook en de Central Valley, zoals hier rond de Golden Gate Bridge

Als gevolg van de westwaartse beweging van Noord-Amerika is in de loop van miljoenen jaren oceaankorst onder de rand van Noord-Amerika de aardmantel in bewogen, waarbij soms stukken van de aardkorst tegen het continent aangedrukt werden en er op die manier mee werden samengevoegd. De geologie van de westrand van Noord-Amerika bestaat uit op die wijze samengevoegde terreinen, die samen opgestuwd zijn tot de gebergteketens en bekkens van de Noord-Amerikaanse Cordillera. Bij het de mantel in bewegen van stukken aardkorst ontstonden grote hoeveelheden magma, die naar het oppervlak opstegen en daar voor vulkanisme zorgden. Er zijn alleen in de Cascades actieve vulkanen te vinden, maar vrijwel alle gebergten van Californië zijn in het verleden vulkanisch actief geweest.
Ongeveer 25 miljoen jaar geleden veranderde de beweging van de tektonische platen van een naar elkaar toe gerichte naar een langs elkaar schuivende situatie. Door deze beweging ontstond een stelsel van zijschuivingsbreuken, waarvan de grootste de San Andreasbreuk is. Het gebied ten westen van deze breuk (de kuststrook, met daarin de steden San Diego, Los Angeles en San Francisco) beweegt met een gemiddelde snelheid van rond de 5 cm per jaar naar het noorden ten opzichte van de rest van Noord-Amerika. Beweging langs de breuken gaat niet geleidelijk, maar stapsgewijs, waarbij de spanning zich opbouwt om in één keer vrij te komen in de vorm van een aardbeving. De staat heeft in het verleden diverse zware aardbevingen meegemaakt. Het bekendst is waarschijnlijk de aardbeving van 1906, waarbij een groot deel van San Francisco platgelegd werd. Ruim 80 jaar later werd grote schade aangericht door de Loma Prieta-aardbeving van 1989 in de Bay Area, waarbij een deel van de Bay Bridge instortte, en de Northridge-aardbeving van 1994 bij Los Angeles.

### Klimaat
Vooral door de grote oppervlakte, de topografie en de nabijheid van de oceaan kent Californië grote verschillen in klimaat. De temperatuur van de oceaan wordt bepaald door de California Current, een koude stroming langs de Amerikaanse westkust. In de zomer veroorzaakt deze vaak mist langs de kust. De oceaan zorgt tevens voor zachte, natte winters en geeft de kuststrook in het noorden een zeeklimaat (Cfb in de klimaatclassificatie van Köppen) en in het midden en zuiden (ongeveer vanaf Cape Mendocino) een Mediterraan klimaat (Csb volgens Köppen). Ook is de oceaan verantwoordelijk voor neerslag, die vooral wordt opgevangen door de westelijke hellingen van de Pacific Coast Ranges en de Sierra Nevada. Op sommige plekken in de Coast Ranges valt meer dan 2500 mm neerslag per jaar. In het binnenland en in het zuiden wordt het klimaat droger. Van de kust af worden ook de temperatuursverschillen groter: het klimaat is in het binnenland continentaler.

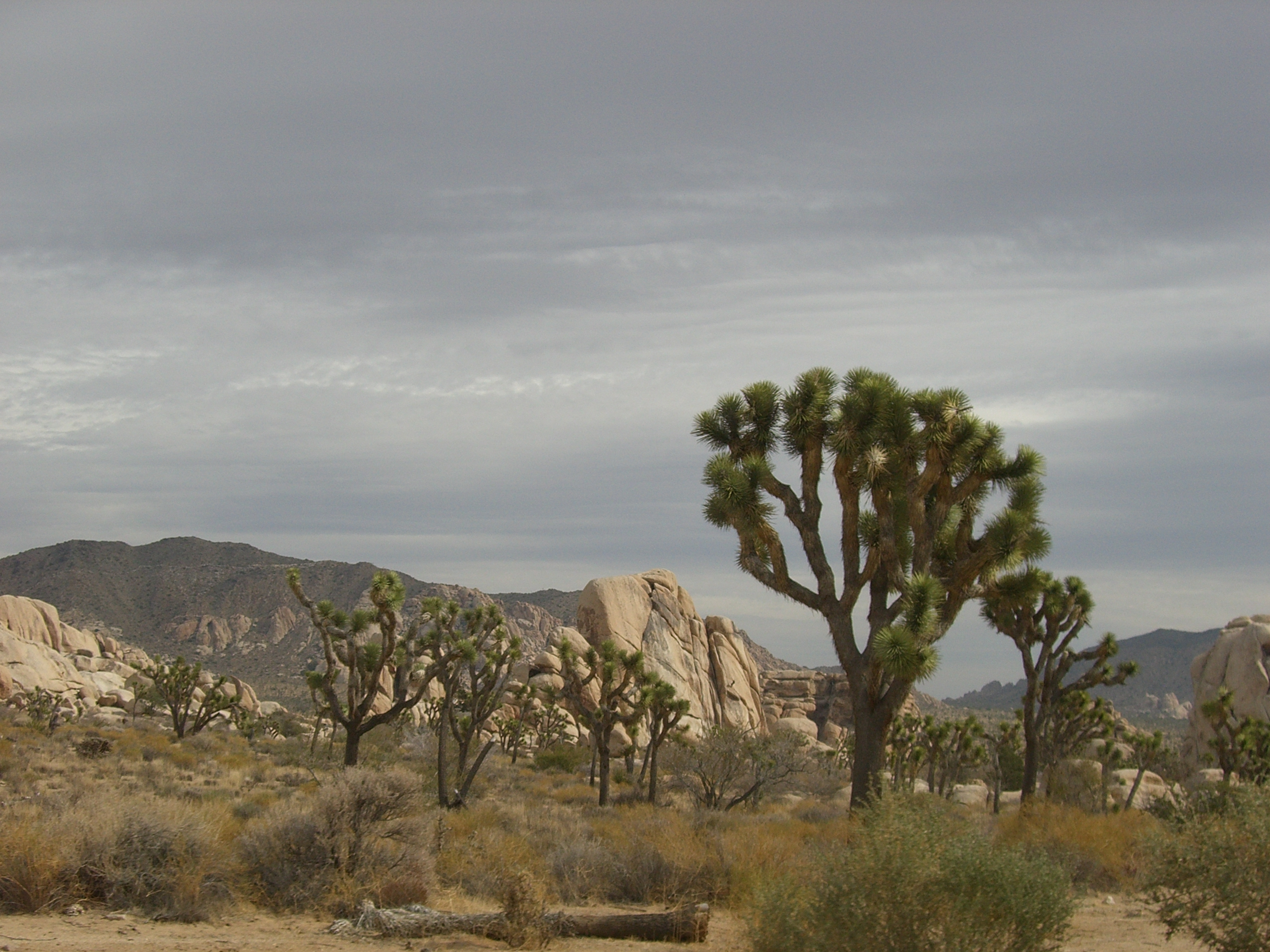
Steppe met typische "Joshua trees" (Yucca brevifolia), Joshua Tree National Park

De Central Valley heeft een warm Mediterraan klimaat (Csa volgens Köppen), met subtropisch warme droge zomers en zachte natte winters. In grote delen van het zuiden en midden van de staat heerst in het binnenland een steppeklimaat (BSk volgens Köppen), met aanmerkelijk koudere winters en hetere zomers. In de kuststrook rond San Diego in het uiterste zuidwesten heerst een warm steppeklimaat (Köppen: BSh), terwijl veel gebieden in het binnenland van het zuiden van de staat een woestijnklimaat hebben (Köppen: BWh). In Death Valley zijn de hoogste temperaturen ooit op het westelijk halfrond gemeten. Op 10 juli 1913 steeg het kwik daar tot 57 °C. In juli bedraagt de gemiddelde dagtemperatuur in Death Valley 38 °C.
De hooggebergten, zoals de Sierra Nevada, de Cascades en de Klamath Mountains, hebben een hooggebergteklimaat (Köppen: EH) met veel sneeuwval in de winter en gematigd warme zomers. Het gebied in de regenschaduw ten oosten van de Sierra Nevada heeft een droog woestijnklimaat.
Californië wordt in tegenstelling tot het zuidoosten van de Verenigde Staten vrijwel nooit door orkanen getroffen, ondanks de nabijheid van de oceaan. Dit komt door de koude California Current en vanwege het feit dat orkanen zich op het noordelijk halfrond meestal westwaarts verplaatsen.

### Flora en fauna
Als gevolg van de grote verschillen in klimaat en de topografie heeft Californië een diverse ecologie. De staat ligt in het Nearctisch gebied en omvat een aantal sterk verschillende ecoregio's en biomen. Californië heeft een groot aantal endemische soorten, soorten die nergens anders voorkomen, zowel planten als dieren. Daaronder zijn zowel relictsoorten als soorten die ontstaan zijn door aanpassing aan lokale omstandigheden, zoals de plant Ceanothus. De flora van de gebieden ten westen van de regenschaduw kan gezien worden als een eigen florarijk, de California Floristic Province.
De gebieden in het oosten, in de regenschaduw van de hoge bergketens, bestaan uit woestijn en xerofytisch struikgewas. De laaggelegen gebieden van het zuidoosten van Californië zijn onderdeel van de ecoregio van de Sonorawoestijn, die ook delen van Arizona beslaat. Verder naar het noorden vormt de Mojavewoestijn een ecoregio die tussen die de Sonorawoestijn en de struiksteppe van het Great Basin in zit.

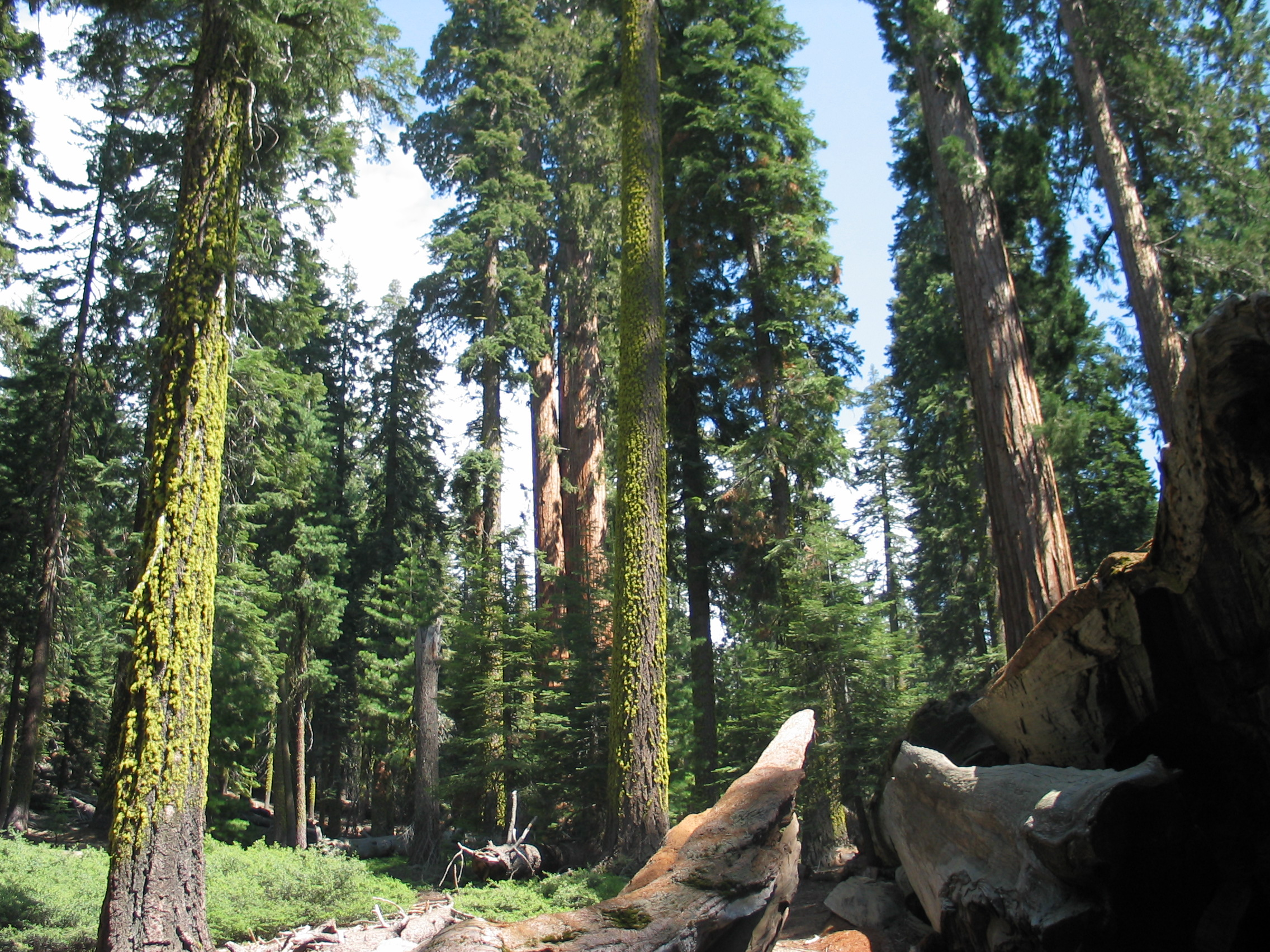
Bos op de westelijke hellingen van de Sierra Nevada bestaat voornamelijk uit reuzensequoia's (Sequoiadendron giganteum) en douglassparren (Pseudotsuga menziesii)

De zuidelijke en centrale kustgebieden kennen een begroeiing met savanne, eikenbos, naaldbos, chaparral, saliebos en -struikgewas en grasland, afhankelijk van de wind, hoeveelheid lichtinval, neerslag en het bodemtype. Deze begroeiing gaat in het zuiden door in het noordwesten van Baja California en vormt een ring om de Central Valley, waarbij het de onderste ecozone van de westelijke hellingen van de Sierra Nevada vormt. De Central Valley zelf zou in natuurlijke omstandigheden zijn bedekt met grasland. De inheemse meerjarige soorten gras zijn  echter op de meeste plekken verdreven door geïmporteerde eenjarige exoten, die de landbouw ten goede kwamen. Oorspronkelijk werden de graslanden van de Central Valley begraasd door wapiti's (Cervus canadensis) en gaffelbokken (Antilocapra americana). De gaffelbok komt alleen nog voor op het Modoc Plateau, terwijl de wapiti vrijwel geheel is verdwenen.
Veel trekvogels gebruiken Californië als plek om te overwinteren of trekken elk jaar door de staat op weg naar overwinteringsgebieden verder naar het zuiden. In de Central Valley overwinteren grote aantallen eenden en ganzen. Langs de kust lopen trekroutes van reigers en aalscholvers.

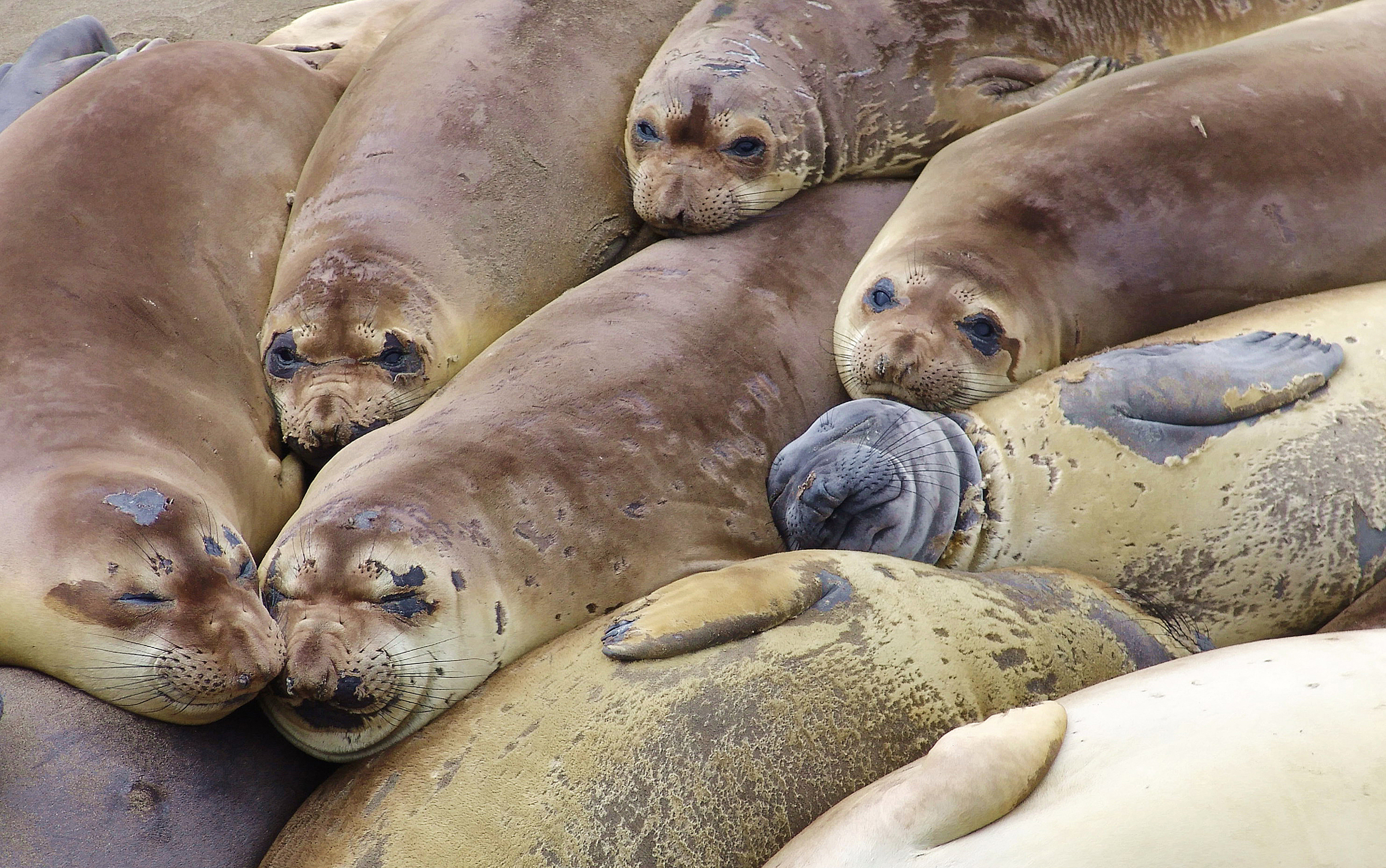
Een kolonie zeeolifanten voor de kust

De hogere westelijke hellingen van de Sierra Nevada en de bergen van het noorden van Californië zijn bedekt met naaldbos. In de Sierra Nevada groeien reuzensequoia's (Sequoia giganteum), de dikste bomen ter wereld. Daarnaast groeien in de Coast Ranges van het noorden van Californië de hoogste bomen ter wereld, dit zijn kustsequoia's (Sequoia sempervirens). Het naaldbos van de Klamath Mountains heeft een bijzonder grote diversiteit aan coniferensoorten. De grizzlybeer (Ursus arctos horribilis), het symbool van Californië, is in de hele staat uitgeroeid, maar de kleinere zwarte beer (Ursus americanus) komt nog steeds in de Sierra Nevada en de noordelijke berggebieden voor. Net als de coyote (Canis latrans), de rode lynx (Lynx rufus) en de vos (Vulpes vulpes), die in de 18e eeuw door de Europese kolonisten geïntroduceerd werd, komen zwarte beren soms voor in de buurt van menselijke nederzettingen, waar ze geleerd hebben in het afval naar voedsel te zoeken. Andere opvallende soorten zoogdieren zijn de zilverdas (Taxidea taxus), de Canadese bever (Castor canadensis), de grijze eekhoorn (Sciurus carolinensis) en verschillende martersoorten (waaronder de zeldzame vismarter (Martes pennanti)).
De oceaan en de stranden worden bewoond door verschillende soorten zeehonden, zeeolifanten (Mirounga angustirostris) en zeeleeuwen. Langs de kust loopt de jaarlijkse trekroute van de grijze walvis (Eschrichtius robustus). Tot de roofvogels van Californië behoren de steenarend (Aquila chrysaetos) en de bedreigde Californische condor (Gymnogyps californianus).
In Californië komen 48 soorten slangen voor, waarvan er zeven behoren tot de ratelslangen. Er komen 12 soorten schildpadden voor, vijf hiervan zijn zeeschildpadden en komen alleen aan land om hun eieren af zetten. Van de 47 soorten hagedissen is vooral de Oost-Afrikaanse driehoornkameleon (Trioceros jacksonii) een bekende soort. De ondersoort Trioceros jacksonii xantholophus is uitgezet door de mens. De amfibieën worden vertegenwoordigd door 30 soorten kikkers. Van twee andere kikkersoorten die oorspronkelijk in Californië voorkwamen wordt vermoed dat ze zijn uitgestorven. Er komen ten slotte 43 soorten salamanders voor in Californië, die behoren tot vijf verschillende families. De Californische tijgersalamander (Ambystoma californiense) is endemisch in deze staat en komt nergens anders ter wereld voor.

## Geschiedenis

### Precolumbiaanse tijd

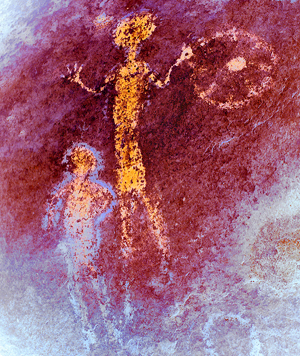
Rotstekening door Chumash-indianen

Noord-Amerika werd in de laatste ijstijd door mensen gekoloniseerd, toen de Beringstraat droog lag en er een landbrug was tussen Alaska en Siberië. Het gebied waar later de staat Californië werd gevestigd, werd vanaf ongeveer 15 000 jaar geleden bevolkt. De oudste menselijke resten zijn gevonden op Santa Rosa Island, bij Arlington Springs. De vroegste bewoners van het noorden van Californië worden verondersteld tot de Hokan te hebben behoord. Waarschijnlijk waren de Uto-Azteken de oudste menselijke bewoners in de woestijn in het zuidoosten. Vlak voor de Europeanen Amerika ontdekten, was het gebied bevolkt door een etnisch-linguïstische lappendeken van volkeren. Schattingen van het aantal inwoners komen uit tot een minimum van iets boven de 300.000. Aangenomen wordt dat dit aantal in de decennia voor de aankomst van de eerste Europeanen in het gebied al sterk was afgenomen als gevolg van epidemieën die de Europeanen meegebracht hadden naar de Amerikaanse oostkust en die voor de ontdekkingsreizigers en missionarissen uit reisden.
De voor het continent relatief grote culturele diversiteit was waarschijnlijk het resultaat van een eeuwenlange opeenvolging van migraties en invasies. Californië werd bewoond door meer dan zeventig verschillende groepen. De indiaanse volkeren van Californië waren uiteenlopend politiek georganiseerd. Sommige vormden clans of stammen, andere (vooral in de kustgebieden) leefden in dorpen of grotere nederzettingen. De militaire aanvoerders waren vrijwel altijd mannen, maar sjamanen waren vaak vrouwen. Handel, gemengde huwelijken en militaire allianties bevorderden het sociale en economische contact tussen de diverse groepen.
De kustgebieden waren het dichtstbevolkt. De hier levende groepen (onder meer Ohlone, Chumash, Pomo en Salinan) maakten boten om op zeezoogdieren te jagen en naar zalm te vissen. Ook verzamelde men kreeftachtigen. De kustvolkeren leefden in dorpen of nederzettingen. Sommige groepen bouwden ronde, onderaardse huizen en sauna's. Groepen in het binnenland (onder meer Hupa, Karok, Wiyot, Miwok, Modoc, Maidu en Shasta) leefden van de jacht op wild en het verzamelen van noten, eikels en bessen. In het droge zuidoosten leefden de Mojave en Yuma, die irrigatie toepasten om landbouw te bedrijven en bekend zijn om hun keramiek.

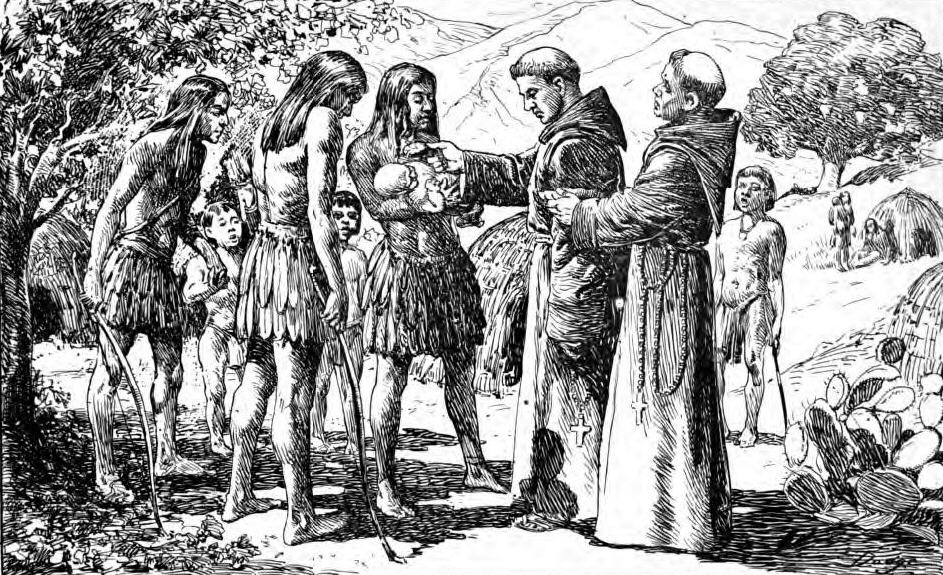
De eerste doop door franciscaanse broeders in Alta California

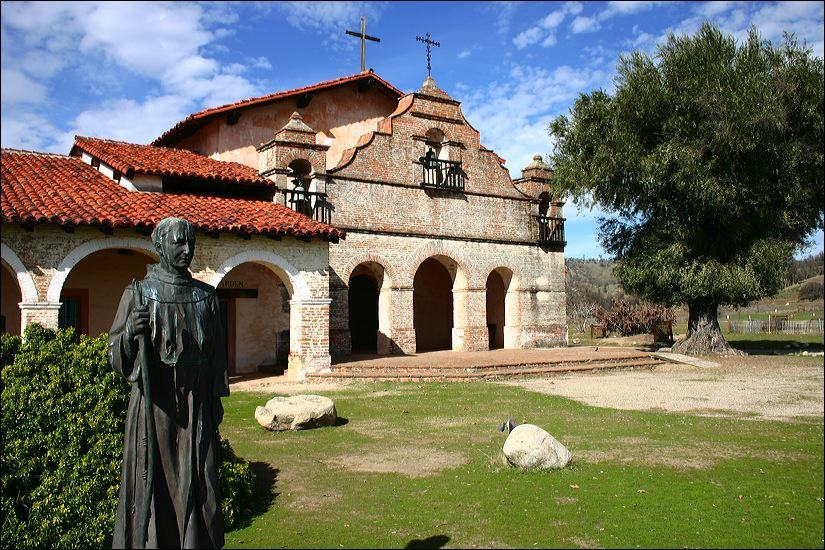
De Spaanse missiepost San Antonio de Padua, bijna 50 km van King City, gesticht in 1771

### Spaanse kolonisatie
De naam Californië werd voor het eerst gebruikt door de Spaanse schrijver Garci Rodríguez de Montalvo (±1450–1504). Het is de naam voor een fictief eiland ten westen van Noord-Amerika in De Montalvo's boek Las sergas de Esplandián, waarvan de eerste druk rond 1496 verscheen. De Montalvo's paradijselijke eiland zou bevolkt worden door Amazonen die onmetelijke rijkdommen bezaten en geregeerd werden door een koningin Calafia, naar wie het eiland genoemd was. Een van de Spaanse conquistadores die door De Montalvo's roman beïnvloed werden, was Hernán Cortés, die een einde maakte aan het Aztekenrijk en de kolonie Nieuw-Spanje stichtte in het tegenwoordige Mexico. Cortés verkende, op zoek naar De Montalvo's legendarische goudrijk, de westkust van Mexico. Hij ontdekte het zuidelijke punt van Neder-Californië en in de veronderstelling het legendarische eiland te hebben gevonden noemde hij dit gebied California. In 1539 zond Cortés de ontdekkingsreiziger Francisco de Ulloa om de kust van Mexico verder te verkennen. Hoewel De Ulloa vaststelde dat Neder-Californië een schiereiland is, bleef het misverstand lange tijd in stand.
Juan Rodríguez Cabrillo (1499–1543) was de eerste Spaanse ontdekkingsreiziger die het tegenwoordige Californië bereikte. In 1542 verkende zijn expeditie de kust tot aan de monding van de Russian River, ten noorden van de Golden Gate. Cabrillo claimde het nieuwe territorium, dat Alta California (Spaans voor "Boven-Californië", ten onderscheid met het schiereiland Neder-Californië) werd genoemd, voor Spanje. In 1579 verkende de Engelse zeerover Francis Drake (1540–1596), die op Spaanse zilverschepen aasde, de Californische kust. Hij claimde al het land ten noorden van de Spaanse nederzettingen voor Engeland en noemde het Nova Albion. Beide claims werden echter twee eeuwen lang niet gevolgd door verdere kolonisatie of militaire aanwezigheid, aangezien inmiddels duidelijk was dat er in Californië geen legendarisch gouden rijk te vinden was.
Vanaf het midden van de 18e eeuw begonnen de Engelsen en Russen interesse te krijgen in Alta California, vanwege de lucratieve handel in otterhuiden. Dit verontrustte de Spanjaarden en in 1769 beval de Spaanse inspecteur-generaal van Nieuw-Spanje, José de Gálvez (1720–1787), de kolonisatie en bekering van Alta California door Spaanse troepen en franciscaanse monniken. De Gálvez zond een expeditie onder leiding van kapitein Gaspar de Portolá (1716–1784) en de missionaris Junípero Serra (1713–1784), die een presidio (fort) en een missiepost vestigden in San Diego. De Portolà's expeditie verkende de Baai van San Francisco en bouwde nog een presidio in Monterey, terwijl Serra een expeditie over land naar het noorden leidde. In de daaropvolgende twintig jaar zouden door de inspanningen van de franciscanen meer dan twintig missieposten, verspreid over Californië, gesticht worden. Voorbeelden zijn Monterey (1775), San Francisco (1776) en Santa Barbara (1782). Er werd een weg aangelegd die de missieposten onderling met elkaar verbond. Deze El Camino Real ("de koninklijke weg") is nog steeds te volgen.
De bekering van de inheemse bevolking ging soms gepaard met geweld, maar het bouwland rondom een missie werd tien jaar na de stichting verdeeld over de bekeerde arbeiders van de missie. De Spaanse soldaten zetten meer presidio's op, maar omdat de salarissen vaak niet op tijd uitbetaald werden kwamen er regelmatig muiterijen voor, waarvan de bekeerde indiaanse bevolking het slachtoffer werd. Muitende soldaten in Nieuw-Spanje werden bestraft met verbanning naar Alta California, wat het probleem vergrootte. Er kwamen dan ook regelmatig opstanden voor onder de indianen. Uiteindelijk zou geen enkele missiepost financieel onafhankelijk worden en bleek de kolonisatie en bekering van Californië voor Spanje een onrendabele onderneming.

### Mexicaanse tijd en opname in de Verenigde Staten

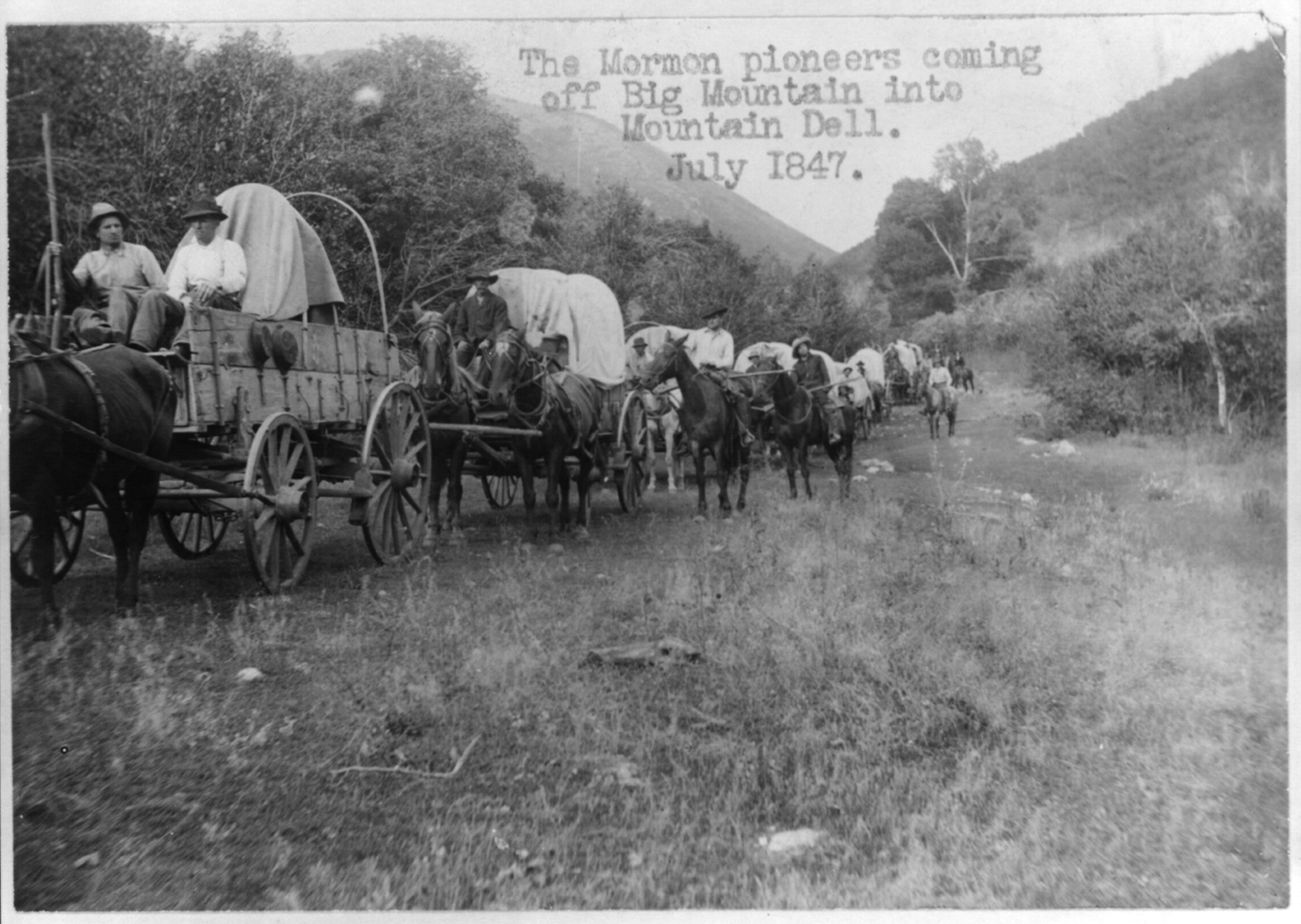
Naspelen van een huifkarrenkaravaan van (mormoons-) Amerikaanse kolonisten op Pioneer Day bij Salt Lake City, Utah, rond 1847

Nadat de Spanjaarden de Mexicaanse Onafhankelijkheidsoorlog (1810–1821) verloren hadden, kwam ook Californië onder Mexicaans gezag. Inmiddels was er een immigratiestroom op gang gekomen van zogenaamde "rancheros" en andere migranten uit Mexico. Rancheros (bezitters van een ranch) waren veehouders die hun oog op de vruchtbare vlakten van Californië hadden laten vallen. Vanwege het zo goed als afwezig zijn van wettelijk gezag heerste het recht van de sterkste. De inheemse bevolking was vaak het slachtoffer en werd teruggedreven naar de berggebieden, vermoord, of bekeerd en in dienst genomen. De rancheros beschouwden de missies als oneerlijke concurrentie, omdat deze over de gratis arbeid van bekeerde indianen konden beschikken. In 1834 haalden ze de Mexicaanse overheid over de missies te ontbinden. Hoewel daarbij de helft van het land bestemd was voor de indiaanse arbeiders van de missies, eindigde het meeste land bij een kleine groep grootgrondbezitters. Door gewapende afrekeningen en onderlinge huwelijken werd dit proces versneld en in 1846 was het meeste land in het bezit van een klein aantal rijke families.
Amerikaanse pelsjagers verkenden begin 19e eeuw de wildernis ten noordoosten van Californië en ontdekten de routes naar het westen. In hun kielzog trok een stroom Amerikaanse kolonisten met huifkarren en vee over de bergpassen Californië binnen, op weg naar wat ze zagen als het beloofde land in het Westen. Veel immigranten gebruikten de zuidelijke route over de Santa Fe Trail en om de Sierra Nevada heen door de woestijn. Anderen gebruikten de noordelijke California Trail langs de rivier de Humboldt door het Great Basin en over de Cascades, of de Oregon Trail naar Oregon, om daarna via de Siskiyou Trail alsnog zuidwaarts naar Californië te trekken. De tocht was lang en men stond bloot aan diverse ontberingen. Een bekend voorbeeld was de ervaring van de Donner Party, die in de Sierra Nevada ingesneeuwd raakte en waarvan een deel het overleefd zou hebben door kannibalisme.
De groeiende aanwezigheid van Amerikaanse kolonisten richtte de politieke interesse van de Verenigde Staten op het gebied, ook omdat de Amerikanen bang waren dat de Britten het vroeg of laat van Mexico zouden overnemen. De Amerikaanse president Andrew Jackson bood Mexico een half miljoen dollar voor het gebied, maar dit aanbod werd afgeslagen. Nadat de Amerikaanse president James K. Polk in 1846 Texas geannexeerd had, dat zich eerder onafhankelijk van Mexico had verklaard, brak de Amerikaans-Mexicaanse Oorlog uit. Omdat Mexico dreigde alle kolonisten die geen Mexicaans staatsburger waren Californië uit te zetten, kwam op 14 juni 1846 een groep Amerikaanse kolonisten in Sonoma in opstand tegen het Mexicaans gezag door de Republiek Californië uit te roepen. Ze gebruikten een vlag met een grizzlybeer, die tegenwoordig nog steeds de officiële vlag van de staat is. Drie weken later arriveerden Amerikaanse troepen, die Californië bij de Verenigde Staten inlijfden. De annexatie werd twee jaar later door Mexico erkend, bij de Vrede van Guadalupe Hidalgo van februari-maart 1848. Geschat wordt dat het gebied in 1848 minder dan 15.000 niet-indiaanse inwoners had.

### De goudkoorts en zijn nasleep

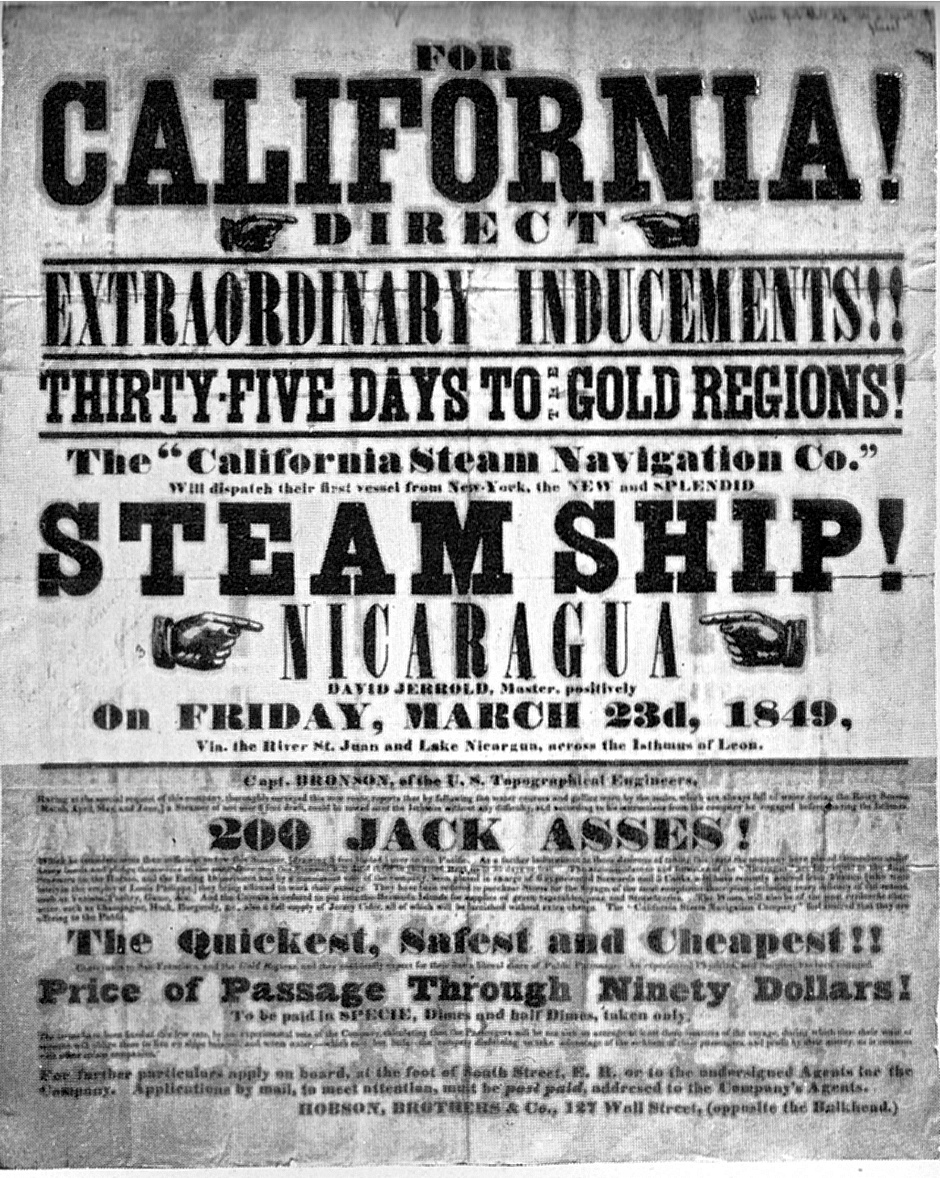
Reclame-affiche voor de reis per schip naar Californië tijdens de goldrush in 1849

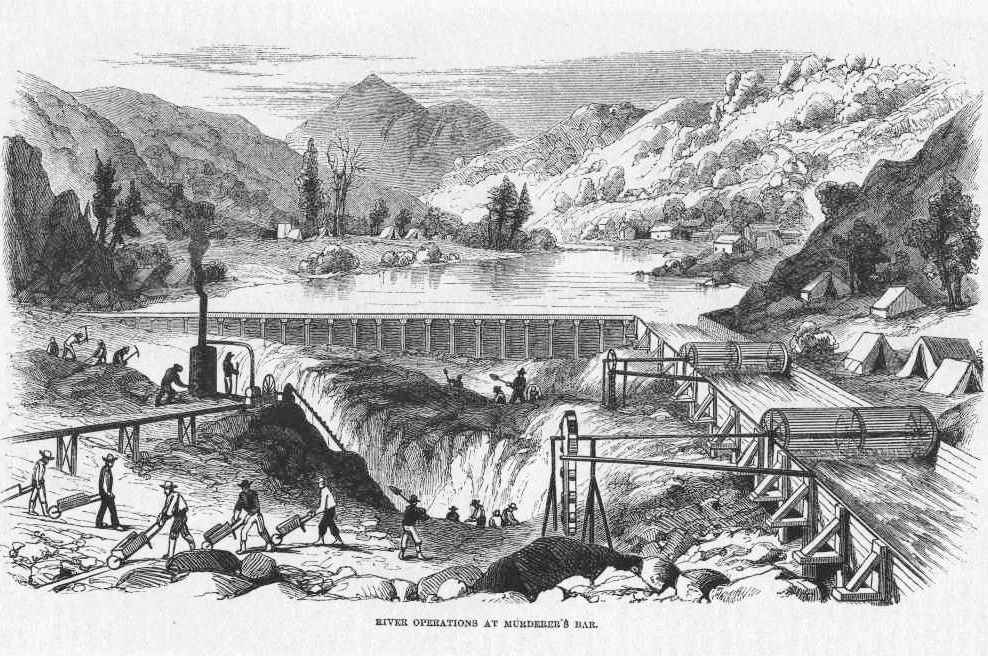
Professionele Californische goudmijn in een rivierbedding, jaren 50 van de 19e eeuw

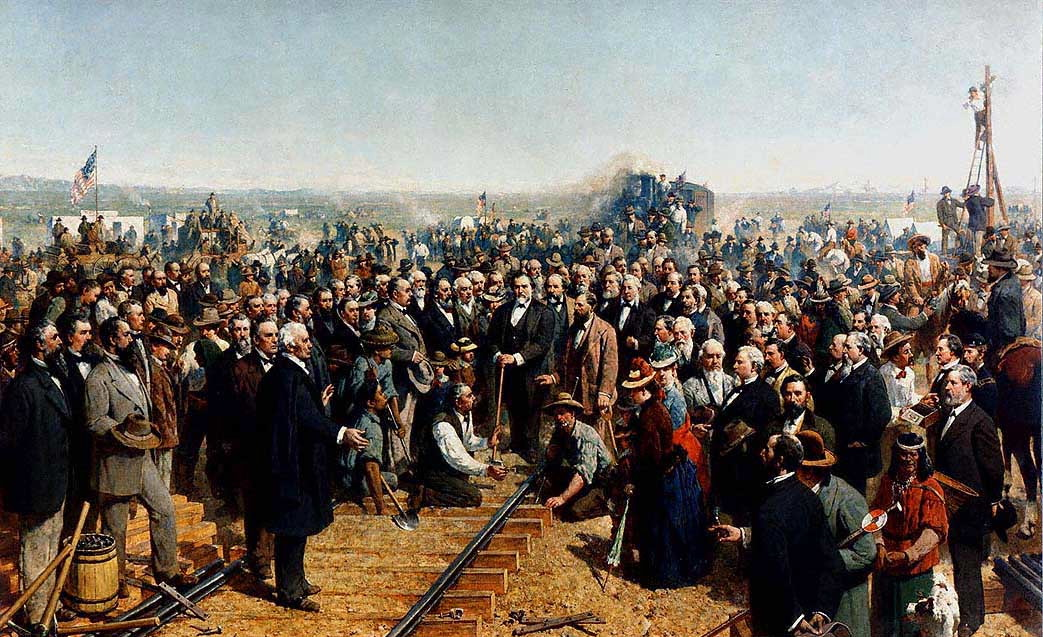
Feestelijke legging van de laatste sporen die de oostkust met de westkust van de Verenigde Staten verbinden in Utah, 1869. Schilder: Thomas Hill

Het aantal immigranten nam vlak voor 1850 razendsnel toe als gevolg van de ontdekking van goud. De eerste vondst, in januari 1848, was in de American River op de plek waar de goudzoekers daarna het plaatsje Coloma stichtten. Al snel werd ook op diverse plekken in het noorden van Californië goud ontdekt. Het nieuws verspreidde zich snel en besmette zoveel mensen met goudkoorts dat de Californische goldrush ontstond. Grote aantallen gelukszoekers trokken per boot of over land naar Californië, niet alleen uit de Verenigde Staten, maar ook uit Zuid-Amerika, Mexico, het Chinese Keizerrijk, Australië en Europa. In totaal kwamen meer dan 300.000 nieuwe migranten naar Californië. Omdat de infrastructuur in Californië niet op deze enorme aantallen berekend was sliepen de nieuwkomers vaak in tenten. Het dorpje San Francisco groeide in een paar jaar uit tot een belangrijke aanvoerhaven van voorraden en goederen.
De eerste goudzoekers gebruikten nog simpele methoden, zoals goudpannen in riviertjes, en konden als ze geluk hadden in korte tijd duizenden dollars verdienen. Omdat Californië in het begin nog geen staat was met wetten of een functionerende rechtspraak, werden de rechten op claims vaak met geweld uitgevochten. Al in 1853 was de opbrengst van individuele claims echter zo ver gedaald dat professionelere methoden moesten worden gevonden, zoals hydraulische mijnbouw. Ook begon men in het moedergesteente zelf op zoek te gaan naar goud, gevaarlijk werk waarbij met explosieven delen van bergen moesten worden opgeblazen. In de latere jaren van de goldrush was de winning van goud in handen van een paar rijke zakenlieden, terwijl de gemiddelde gelukszoeker er weinig rijker op werd.
Met de dalende opbrengsten van claims, de epidemieën als gevolg van de afwezigheid van sanitaire voorzieningen en de stijgende prijzen van het levensonderhoud, groeide de behoefte aan een zondebok. Indianen werd het recht ontzegd geld te verdienen aan de goudwinning. Protectionistische wetten sloten Zuid-Amerikanen en Chinezen uit van werk, grondbezit of het verkrijgen van de Amerikaanse nationaliteit. Nog steeds heerste grote wetteloosheid. Om orde op zaken te stellen namen de burgers van San Francisco het recht in eigen hand door een vigilantencomité op te zetten dat criminelen en corrupte machthebbers op liet hangen. Andere politieke initiatieven leidden tot het opstellen van een grondwet en de toelating van Californië als de 31e staat van de Verenigde Staten, als onderdeel van het compromis van 1850.
Tussen 1863 en 1869 werd door twee spoorwegmaatschappijen, de Union Pacific Railroad vanuit het oosten en de Central Pacific Railroad vanuit het westen, een spoorweg door de Sierra Nevada aangelegd. Het harde werk werd verricht door Chinese arbeiders, die inmiddels van ander werk waren uitgesloten. De aldus aangelegde Transcontinental Railroad verbond Californië per spoor met het oosten van de Verenigde Staten en verkortte de reistijd van een paar maanden tot een paar dagen. De snel gegroeide bevolking van Californië zorgde voor een even snelle groei van de landbouw in het midden en zuiden van de staat, zeker toen tijdens de Amerikaanse Burgeroorlog (1861–1865) de aanvoer van landbouwproducten uit het oosten kwam stil te liggen. Een nieuwe stroom immigranten kwam op gang, ditmaal landbouwers. De vraag naar water voor de landbouw groeide, wat tot een aantal gewelddadige conflicten leidde, de zogenaamde California Water Wars.

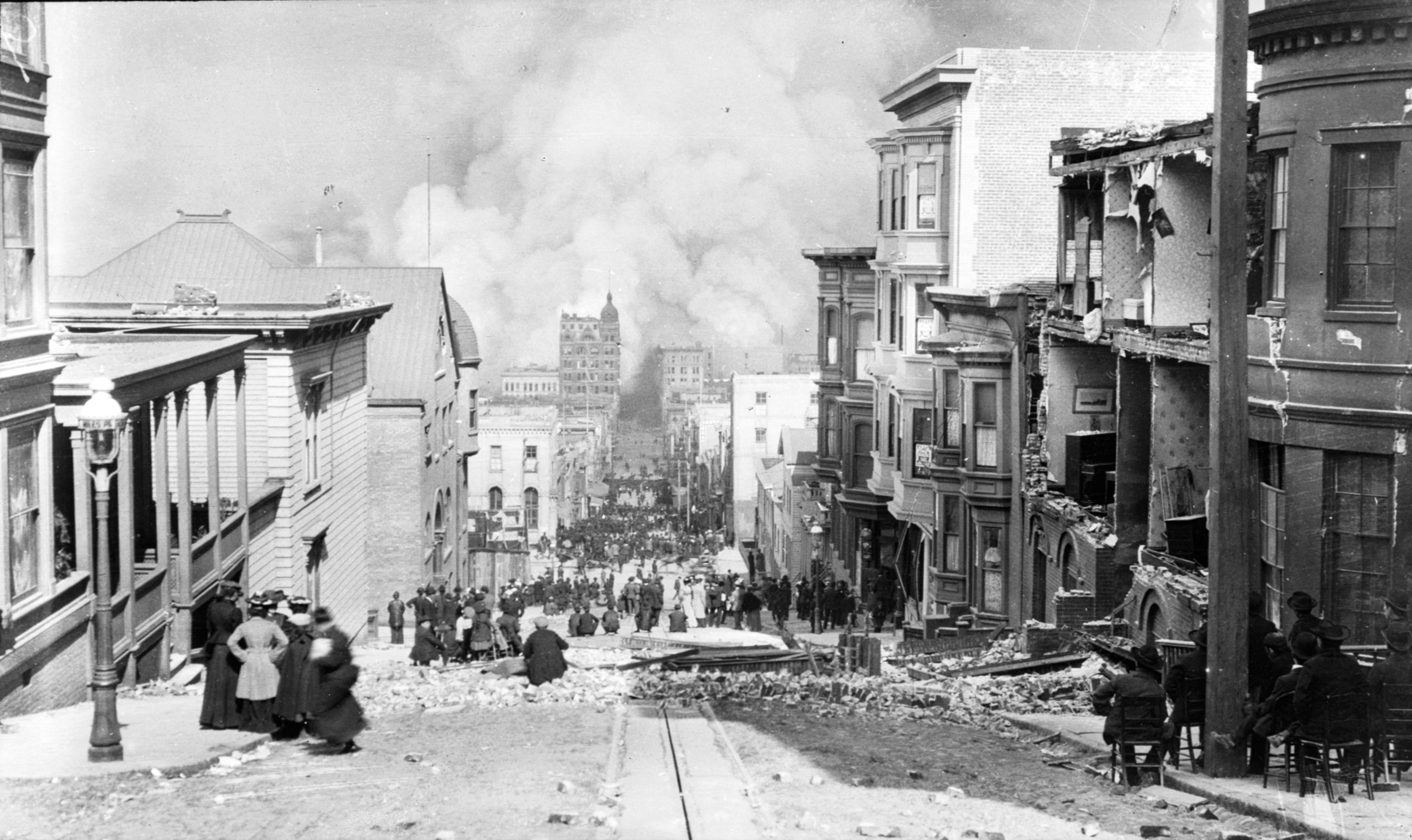
Verwoesting en branden in San Francisco na de aardbeving van 1906

De ongebreidelde goudwinning had enorme schade aan het milieu veroorzaakt: houtkap en dagbouw zorgden voor erosie van vruchtbaar land, rivieren waren verontreinigd met zware metalen. Als reactie kwam in Californië als een van de eerste plekken ter wereld de natuurbescherming op. De natuurbeweging werd geleid door John Muir (1838–1914) en de door hem gestichte Sierra Club. Yosemite Valley werd in 1864 het eerste beschermde natuurgebied van de Verenigde Staten en in 1890 werden zowel Yosemite als Sequoia National Park gesticht.
De roman Ramona romantiseerde het Spaans-Mexicaanse erfgoed van Californië. Omdat de publicatie ervan samenviel met de opening van de spoorwegen naar Los Angeles, kwam na 1884 een stroom toeristen naar Zuid-Californië op gang, om er de plaatsen uit de roman te zien.

### 20e eeuw
Na de aardbeving van 1906 lag een groot deel van San Francisco in puin. De inwoners grepen de wederopbouw van de stad aan om af te rekenen met corrupte politici, prostitutie en ontoereikende voorzieningen. De Progressieve Partij, die zich in 1912 afsplitste van de Republikeinen, was populair in Californië, vooral omdat de kiezers corrupte bestuurders zat waren. De nieuwe partij ageerde ook tegen de politieke macht van de Southern Pacific Railway en verbond zich met de in Californië relatief machtige vakbonden. De vakbonden waren ontstaan in San Francisco en verspreidden zich in het begin van de 20e eeuw over de Central Valley en naar Los Angeles. Ze verenigden zich in een politieke partij (Union Labor Party), die korte tijd de burgemeester van San Francisco leverde. De confessionele meerderheid en de liberalen zagen de vakbonden als een gevaar voor de vrije markt en tegen stakingen werd soms hard opgetreden. Desondanks bleef Californië een progressieve koers varen: bedrijven werden belastingen opgelegd, publieke voorzieningen werden onder staatscontrole gebracht en Californië was de eerste staat die een modern pensioensysteem invoerde. Californië gaf vrouwen stemrecht in 1911, negen jaar voordat dit op nationaal niveau geregeld werd. Achter deze ontwikkelingen zaten echter niet alleen de vakbonden maar ook groepen liberale zakenlieden, voor wie een machtigere staat bescherming bood tegen corrupte lokale overheden en criminaliteit.
De aanleg van de Transcontinental Railroad had een groeiende stroom migranten uit het oosten van de Verenigde Staten veroorzaakt, aangetrokken door het vruchtbare land en zonnige klimaat van de staat. Progressieve politici zoals gouverneur C.C. Young (1927–1931) stimuleerden de economische groei door de publieke investeringen op te voeren. Onder andere werden waterkrachtcentrales zoals de Hoover Dam gebouwd (de dam ligt in Nevada maar voorziet het zuiden van Californië van stroom) en een omvangrijk wegennet, gefinancierd uit belasting op brandstof. De aanleg van snelwegen als de Lincoln Highway (1913) en Route 66 (1926) maakte de staat nog beter bereikbaar voor zowel migranten als toeristen. Tegelijkertijd zorgde de Mexicaanse Revolutie (1910–1921) voor een stroom vluchtelingen uit Mexico, die door de gestegen welvaart aangetrokken werden en hun links-revolutionaire ideeën meebrachten. Met name Los Angeles groeide uit tot een "boomtown" en zou qua inwonertal uitgroeien tot de tweede stad van de Verenigde Staten. De stad organiseerde de Olympische Spelen in 1932.
De aantrekkingskracht van Californië werd versterkt door de opkomst van de filmindustrie in Hollywood vanaf 1908. De uitvinder Philo Farnsworth (1906–1971) slaagde er in 1927 in de eerste televisie-uitzending te maken. In de loop van de 20e eeuw zou het wilde, wetteloze imago van de staat door de media worden vervangen door een beeld van zee, zon, strand en surfen. Ondertussen kwam in de jaren 30 van de 20e eeuw een nieuwe stroom migranten op gang in de vorm van de slachtoffers van de droogte en de stofstormen (Dust Bowl) in Texas, Oklahoma en andere staten in de Great Plains.

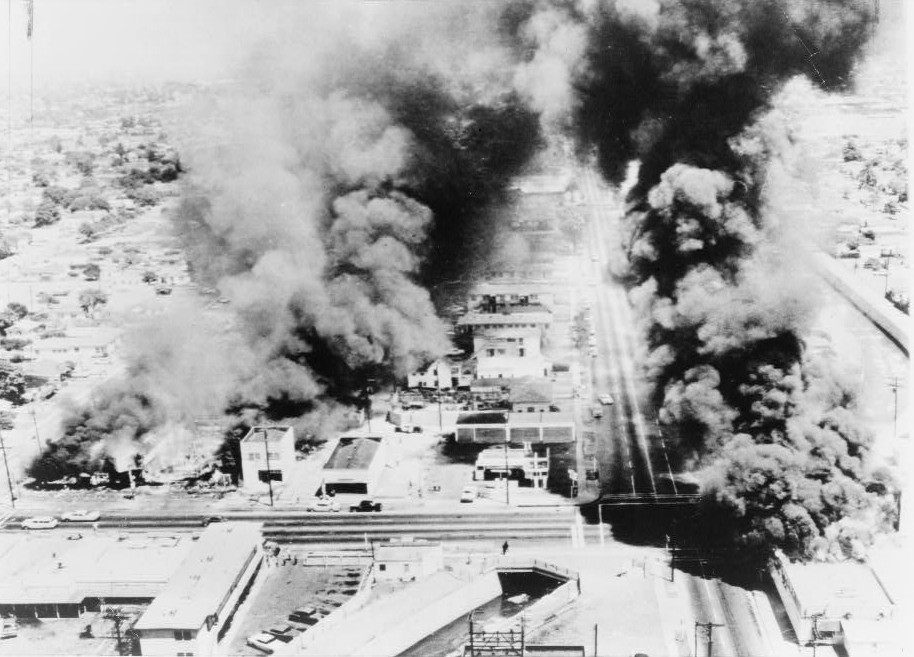
Brandende gebouwen tijdens het oproer van 1965 in Los Angeles

Californië ontkwam niet aan de Grote Depressie, die tot sociale onrust leidde. Vakbonden wisten in 1934 met een 83 dagen durende staking betere werkomstandigheden en lonen af te dwingen voor stuwadoors en havenarbeiders. Tijdens de staking was het echter tot gewelddadige rellen gekomen in San Francisco.
Nadat de Verenigde Staten betrokken waren geraakt in de Tweede Wereldoorlog, liet president Roosevelt in 1942 honderdduizenden Japanse inwoners van Californië in concentratiekampen opsluiten. De daaropvolgende rechtszaken vormden de aanleiding voor de Civil Rights Act van 1964, die alle Amerikaanse burgers gelijke rechten gaf. Hollywoodregisseurs en -acteurs die vanwege de verdenking van communistische sympathieën van de filmindustrie werden uitgesloten, spanden rechtszaken aan, die ertoe leidden dat Californische rechtbanken in 1962 een einde maakten aan het mccarthyisme. In datzelfde jaar wisten landarbeiders onder leiding van vakbondsleider César Chávez (1927–1993) betere werkomstandigheden af te dwingen.
De jaren direct na de oorlog waren een periode van economische groei, die opnieuw gepaard ging met een explosieve bevolkingstoename. In 1970 was de bevolking van Californië als gevolg van migratie en de babyboom gegroeid tot bijna 20 miljoen. Vastgoedhandelaren die in de oorlogsjaren land hadden opgekocht, zagen de waarde van hun bezittingen stijgen, zover dat vastgoed de olie-industrie en landbouw inhaalde als belangrijkste sector van de economie.
Het linkse imago van Californië werd versterkt tijdens de Summer of Love van 1967, toen duizenden hippies naar San Francisco trokken om naar muziek te luisteren en wiet te roken. Er werd gedemonstreerd tegen de Vietnamoorlog.
De belangrijke culturele rol van de filmindustrie werd bevestigd toen Californië in 1966 voormalig acteur Ronald Reagan (1911–2004) tot gouverneur koos. De jaren 1960 en 1970 zagen naast de hippiebeweging ook een enorme industriële en economische groei, met onder andere de opkomst van Silicon Valley en de computerindustrie. Die laatste ontstond nadat in 1968 de eerste computer was geproduceerd. Ook was Californië, met de oprichting van Genentech in 1976, geboorteplaats van de genetische technologie.
Ook in politiek opzicht vervulde Californië in veel opzichten een voortrekkersrol. In 1978 werd Proposition 13 aangenomen. Deze wijziging van de grondwet was oorspronkelijk bedoeld om verhogingen van de onroerendgoedbelasting in te perken, maar bleek een structurele verandering in het politieke systeem. Californië voerde met Proposition 13 een vorm van directe democratie in, waarbij burgers en belangengroeperingen grote mogelijkheden kregen om via referenda onwelgevallige wetten en belastingverhogingen tegen te houden. De latere problemen om de begroting van de staat in balans te houden zijn in belangrijke mate terug te voeren op deze wetswijziging. In 1994 was Californië een van de eerste staten die de three-strikeswetgeving invoerde. In een referendum stemde 72% van de bevolking voor deze wet, die bepaalde dat rechters altijd een levenslange gevangenisstraf dienden op te leggen als een verdachte voor de derde maal schuldig was bevonden aan een misdrijf.
De economische groei kwam niet zonder problemen. De verschillende miljoenensteden kregen te maken met smog- en fileproblemen en opnieuw was Californië pionier in milieuwetgeving, op het gebied van carpoolstroken, schonere brandstoffen en katalysatoren. In de grote steden ontstonden sociale en etnische spanningen in de achtergestelde migrantenwijken. Ontevredenheid over discriminatie en de achtergestelde positie van de Latijns-Amerikaanse en Afro-Amerikaanse bevolkingsgroepen leidde tot de rellen van 1965 en de rellen van 1992 in Los Angeles. Los Angeles was echter ook opnieuw organisator van de Olympische Zomerspelen in 1984.
De economische groei duurde voort in de laatste decennia van de 20e eeuw, vooral aangedreven door de computerindustrie van Silicon Valley. Toen de internetzeepbel barstte aan het begin van de 21e eeuw werd Californië dan ook relatief zwaar getroffen. Op het hoogtepunt van de zeepbel werd immigratie van hoogopgeleide technici actief gestimuleerd door de staat. Sindsdien heeft de politiek migratie juist moeilijker proberen te maken, maar veel bedrijven verplaatsten hun activiteiten naar lagelonenlanden als India en China en de werkgelegenheid bleef tegenvallen. In 2007 volgde een krach op de huizenmarkt. De politiek bleek echter te verdeeld om in te grijpen. Daardoor steeg het overheidstekort en in 2009 dreigde de staat failliet te gaan. Uiteindelijk werd dit voorkomen doordat Democratische en Republikeinse politici op het laatste moment een overeenkomst wisten te bereiken. De financiële problemen van de staat zijn daarmee niet over. Het overheidstekort loopt elk jaar op en de economische vooruitzichten zijn een stuk minder rooskleurig dan rond de eeuwwisseling.

## Bevolking

### Demografie

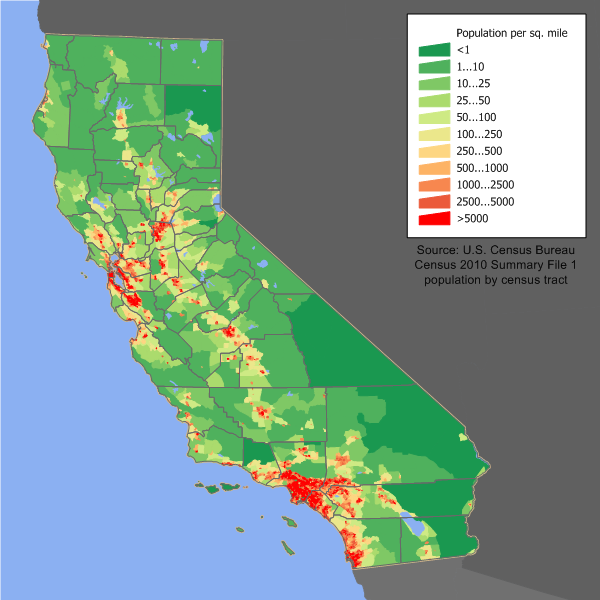
Kaart van de bevolkingsdichtheid (schaal is in inwoners per vierkante mijl)

Volgens schattingen van het US Census Bureau had Californië in 2018 39.557.045 inwoners. Daarmee is Californië (sinds 1962) de grootste staat van de VS qua inwonertal. Was Californië een zelfstandig land geweest, dan had het de 35e plaats op de wereldranglijst ingenomen. Dankzij de hoge natuurlijke bevolkingsgroei en grote immigratie uit het buitenland (vooral uit aangrenzend Mexico) blijft de bevolking bovendien relatief snel groeien (ongeveer met een half miljoen per jaar), vergeleken met de meeste andere staten. De binnenlandse immigratie is echter geringer dan de binnenlandse emigratie: er verhuizen meer mensen van Californië naar andere staten dan omgekeerd.
Acht van de vijftig grootste Amerikaanse steden liggen in Californië: Los Angeles (4 miljoen inwoners, tweede stad van de VS), San Diego (1,4 miljoen inwoners, achtste), San Jose (1,0 miljoen inwoners, tiende), San Francisco (0,9 miljoen inwoners, twaalfde), Fresno (0,5 miljoen inwoners), Sacramento (0,5 miljoen inwoners), Long Beach (0,5 miljoen inwoners) en Oakland (0,4 miljoen inwoners).

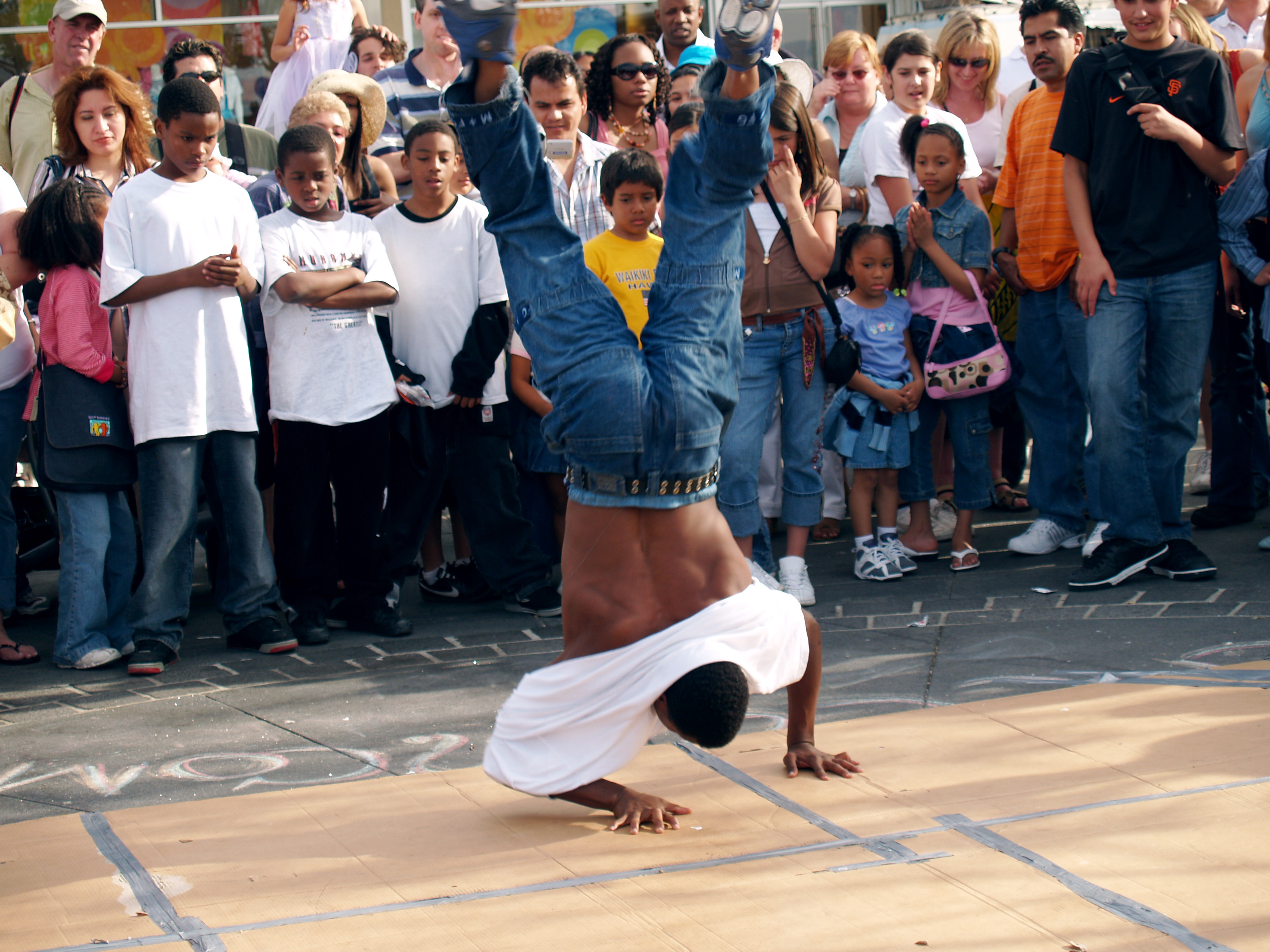
Multi-etnisch publiek rondom een straatartiest die zijn breakdancekunsten vertoont, Fisherman's Wharf, San Francisco

De American Community Survey tussen 2006 en 2008 laat zien dat in die periode 58,8% van de inwoners van Californië blanke Amerikanen waren (bijna 22 miljoen mensen, 42,3% zonder blanke hispanics), 35,9% hispanics, 12,3% Aziatische Amerikanen (ongeveer 4,5 miljoen mensen), 6,2% Afro-Amerikanen (ongeveer 2,2 miljoen mensen) en 0,7% Indianen. Daarnaast zijn er diverse kleinere bevolkingsgroepen, waaronder Filipijnen, Iraniërs, Koreanen, Japanners en Vietnamezen.
Californië is een van de vier staten waar blanke Amerikanen zonder hispanics geen meerderheid van de bevolking vormen, hoewel het de staat met de meeste blanke Amerikaanse inwoners is. In 1994 maakten hispanics (Latinos) zo'n 30% uit van de bevolking, doch slechts 12% van de burgers die bij verkiezingen het stemrecht uitoefenden.
De staat heeft een snel groeiend percentage hispanics dankzij migratie uit met name Mexico. Deze migranten vestigden zich vooral in het zuiden van de staat, rond de steden San Diego en Los Angeles. In Mariposa County leeft nog een zeer kleine gemeenschap Californio's, Spaanstalige inwoners die afstammen van de Mexicaanse kolonisten van voor de aansluiting bij de Verenigde Staten. De Chinese bevolkingsgroep is rond 1850, tijdens de goldrush, naar Californië gekomen. Californië heeft ongeveer een derde van alle Aziatische Amerikanen in de VS en met name San Francisco en de Bay Area hebben grote Aziatische gemeenschappen. In 2006 had de staat Californië 696.600 inwoners die zich tot een van de autochtone indiaanse groepen rekenden. Daarmee is het de staat met het grootste aantal native Americans.

### Taal

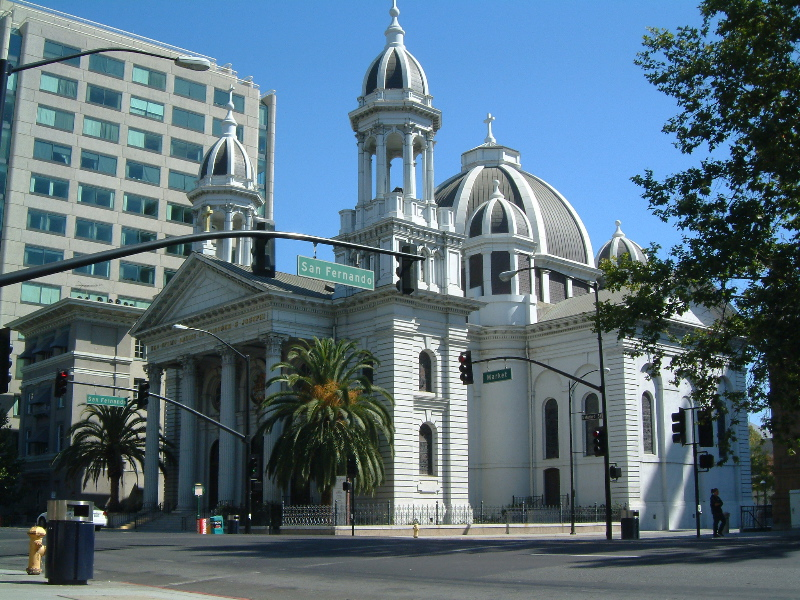
Katholieke kathedraal in San Jose

Geschat wordt dat er in de staat Californië meer dan tweehonderd talen worden gesproken, waaronder een groot aantal inheemse Amerikaanse talen. Daarmee is het taalkundig waarschijnlijk een van de meest diverse gebieden ter wereld. Engels is sinds 1986 de officiële taal van de Californische regering, hoewel vrijwel alle officiële overheidsdocumenten ook beschikbaar zijn in het Spaans. Engels is ook de meest voorkomende taal: in 2005 was het de moedertaal van ongeveer 57,59% van de bevolking. Voor 28,21% was dat het Spaans, een taal die met name in het zuiden van Californië in het dagelijks gebruik veel voorkomt. Daarnaast had in 2005 van de Californische bevolking 2,04% Filipijns, 1,4% Vietnamees, 1,05% Koreaans, 0,63% Kantonees en 0,43% Mandarijn als moedertaal. Geschat wordt dat oorspronkelijk nog twee keer zoveel inheemse talen in de staat voorkwamen. De nog levende inheemse talen hebben alle de bedreigde status, ondanks pogingen ze nieuw leven in te blazen.
Engels is pas sinds de goldrush op grote schaal aanwezig in Californië. In het begin zullen accenten voornamelijk beïnvloed zijn door de moedertalen van de immigranten. Uit taalkundige onderzoeken rond de Tweede Wereldoorlog bleek nog geen verschil tussen het Engels dat in Californië werd gesproken en dat in andere streken in het westen van de Verenigde Staten. Tegenwoordig spreken sommige taalkundigen echter van een eigen dialect. Voorbeelden van typisch Californische woorden zijn "awesome" (te gek), "hapa" (een persoon van multi-etnische afkomst), "totally" (helemaal), en "dude" (kerel). Vanwege de dominante positie van de media en filmindustrie uit Hollywood heeft Californisch Engels een grote invloed op dat in de rest van de Verenigde Staten en zelfs de rest van de wereld.

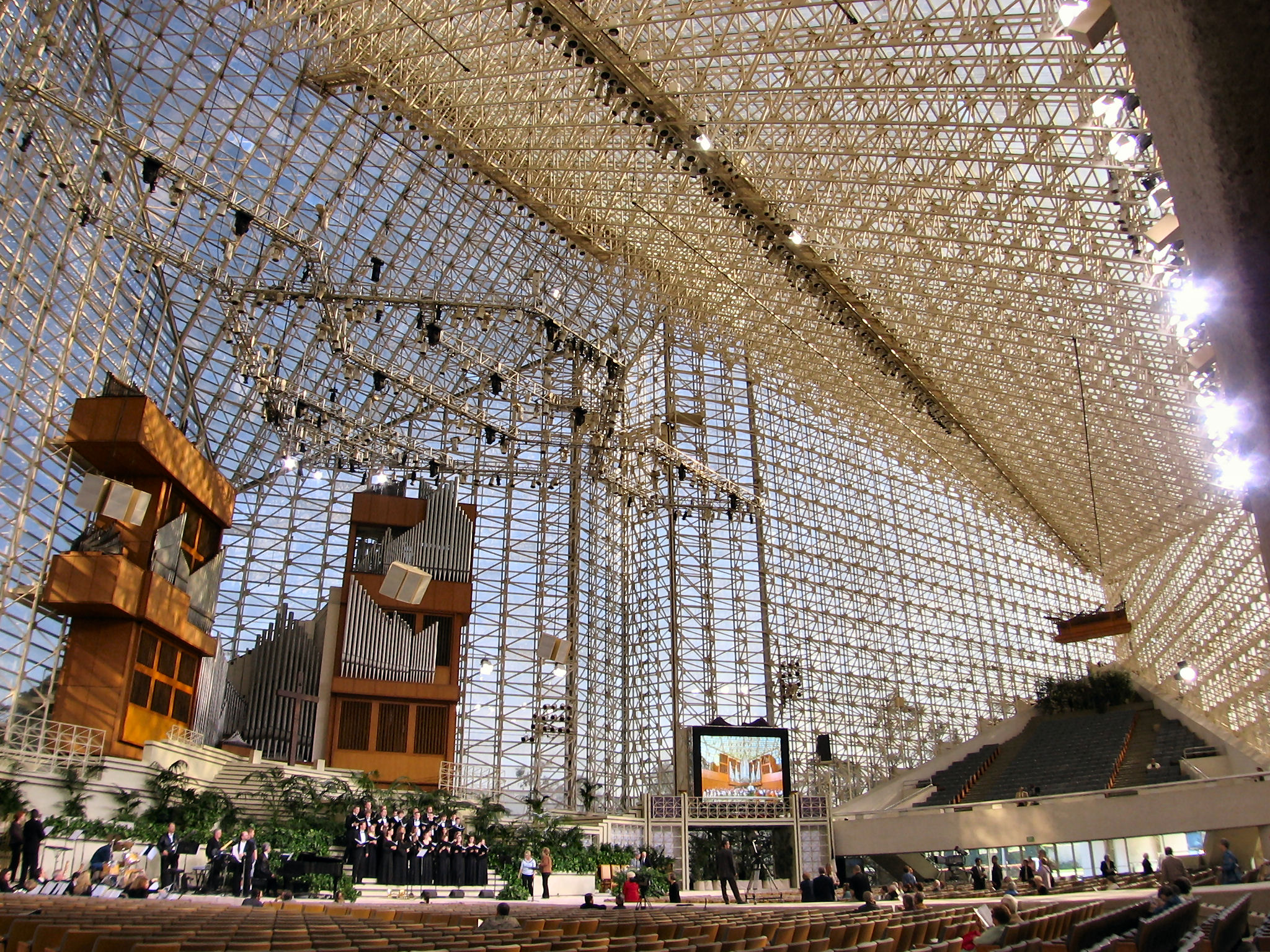
Interieur van Crystal Cathedral in Garden Grove (Reformed Church), een voorbeeld van een Californische megakerk

### Religie
Ongeveer twee derde van de inwoners van Californië is gelovig, waarmee de staat minder religieus is dan het gemiddelde van alle vijftig staten. De grootste geloofsgemeenschap in Californie is de Rooms-Katholieke Kerk, met meer dan 10 miljoen leden, met name onder de Latijns-Amerikaanse bevolkingsgroep (hispanics). Andere christelijke groepen zijn bijvoorbeeld de Church of Jesus Christ of Latter-day Saints (mormonen) en de Southern Baptist Convention, beide hebben in Californië meer dan een half miljoen leden. Er staan een aantal protestants-christelijke megakerken in Californië. De Angelus Temple in Los Angeles bijvoorbeeld, het hoofdkwartier van de International Church of the Foursquare Gospel, biedt ruimte aan meer dan 5000 gelovigen.
Christelijke groepen hebben een belangrijke rol gespeeld bij de Amerikaanse kolonisatie van Californië, zo stichtten mormoonse kolonisten de stad San Bernardino en bevolkten ze de nederzetting Yerba Buena, het latere San Francisco.
Er wonen ongeveer een miljoen moslims en een miljoen joden in Californië. De stad Los Angeles heeft 550.000 joodse inwoners waarmee deze, na New York, de grootste joodse stad in Noord-Amerika is.
Californië heeft ook een grote boeddhistische gemeenschap, met name onder het Aziatische deel van de bevolking. De Hsi Laitempel in de buurt van Los Angeles en de City of Ten Thousand Buddhas in Ukiah behoren tot de grootste boeddhistische tempels buiten Azië.

### Cultuur en levensstijl

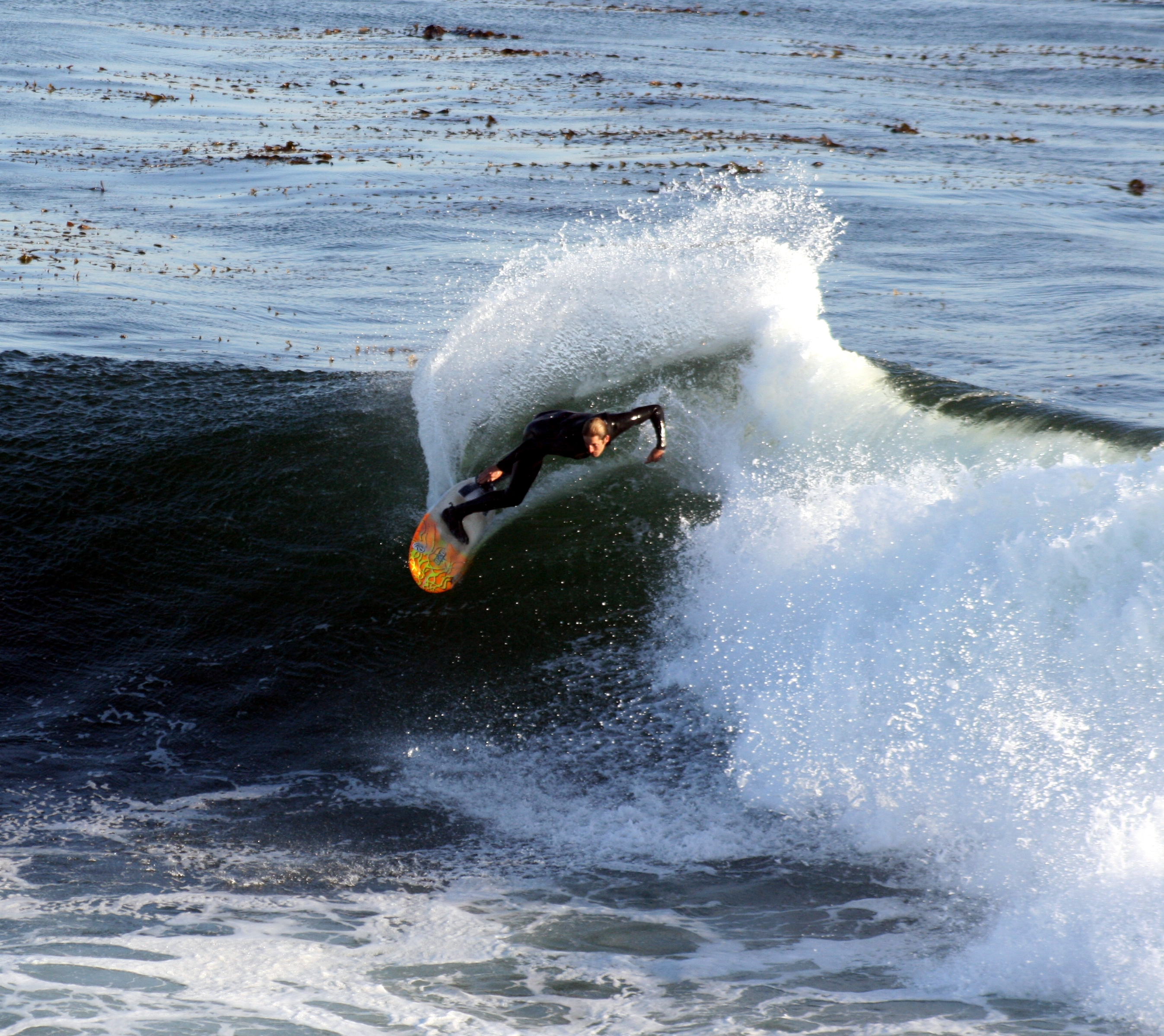
Surfer in Santa Cruz

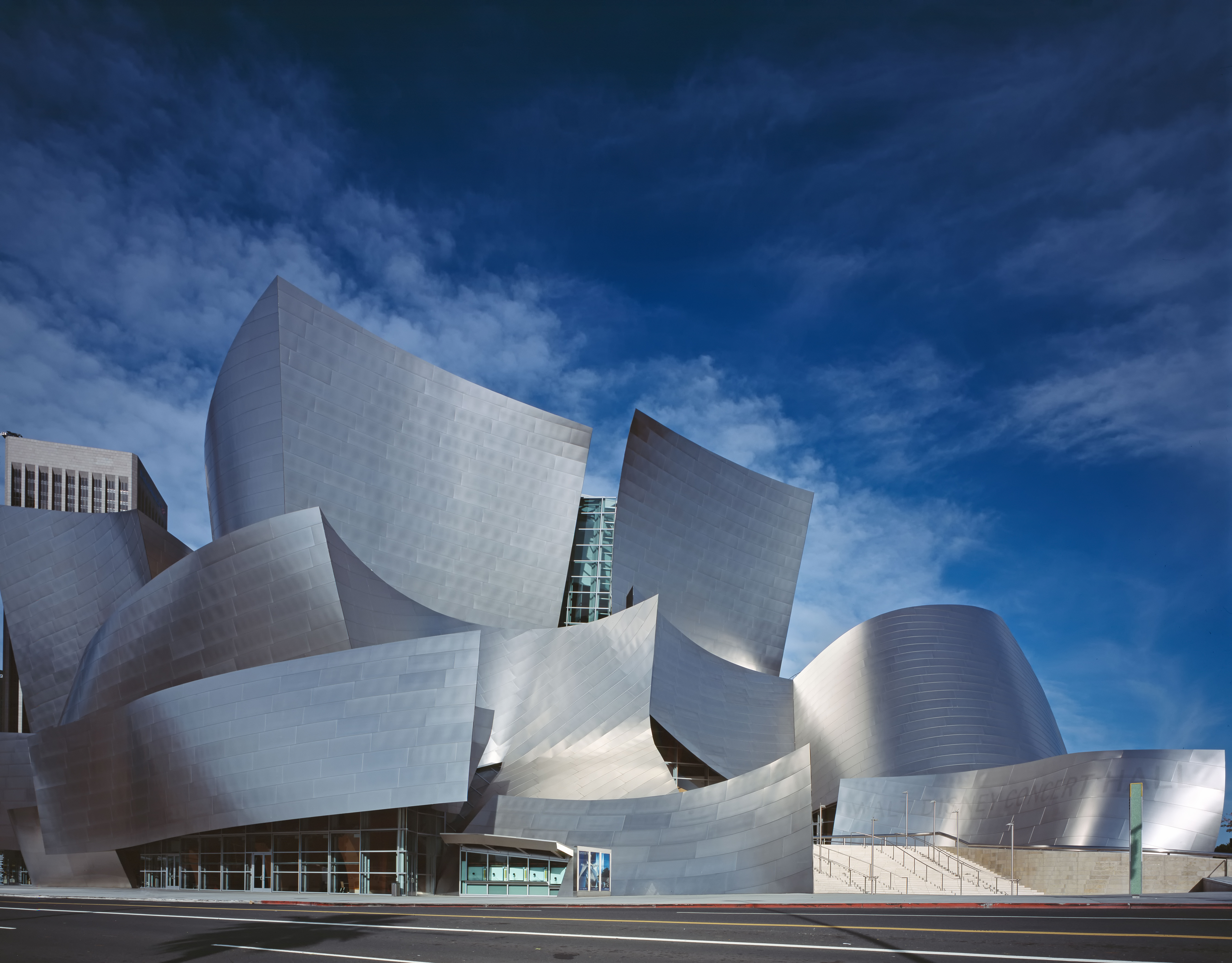
Walt Disney Concert Hall, het concertgebouw van Los Angeles

Californië lijkt in sociaal-cultureel opzicht sterk op de rest van het westen van de Verenigde Staten, een cultuur die voortkomt uit het Wilde Westen van de 19e eeuw. Daarnaast hebben met name de grote groepen Oost-Aziatische (vooral in de Bay Area) en Latijns-Amerikaanse (vooral in het zuiden) migranten een sterke invloed gehad: de staat wordt vaak een "melting pot" (smeltkroes) van verschillende culturen genoemd. San Francisco heeft onder andere een van de grootste Chinatowns buiten Azië en Los Angeles heeft naast een Chinese wijk, ook een Japanse en een Koreaanse wijk. De in het Californische Salinas geboren schrijver (en Nobelprijswinnaar) John Steinbeck (1902–1968) beschrijft in zijn oeuvre veelvuldig de geschiedenis en cultuur van de multiculturele migrantenmaatschappij van Californië.
Californië bezit met Hollywood het grootste gedeelte van de Amerikaanse filmindustrie en een belangrijk deel van andere Amerikaanse media. Rond Hollywood wonen veel van de Amerikaanse sterren, wat de hele staat een glamourimago geeft. Surfen werd vanuit Hawaï in Californië geïntroduceerd aan het begin van de 20e eeuw en groeide daarna uit tot een stereotype van de Californische levensstijl. In de jaren vlak na de Tweede Wereldoorlog ontstond in Los Angeles het skateboarden, als een bezigheid onder surfers wanneer geen golven voorhanden waren. In de jaren 60 werd Californië bezongen door groepen als de Beach Boys, die de staat bij het grote publiek een imago van zonnige stranden, een ongehaaste levensstijl, meisjes in bikini's en surfer-dudes gaven. Dit imago werd verder verspreid door de media uit Hollywood, bijvoorbeeld dankzij series als Baywatch.
Onderzoek heeft uitgewezen dat de bevolking ook effectief minder last heeft van burn-outs en neuroticismen. Door het gezondere klimaat en voedsel lijden bovendien minder mensen aan zwaarlijvigheid dan in de rest van de Verenigde Staten, hoewel de Amerikaanse auto- en snackcultuur ook in Californië alom aanwezig is. Dat wil niet zeggen dat het leven zo gemakkelijk is als de stereotypen doen denken. Acht van de tien duurste steden van de VS bevinden zich in Californië en de meeste Californiërs kunnen zich geen koopwoning permitteren.
Zowel San Francisco als Los Angeles heeft vele hoog aangeschreven musea en theaters en een levendig uitgaansleven. Bekende Californische of in Californië wonende schrijvers zijn onder anderen Ken Kesey, Michael Chabon, Ray Bradbury, Alice Walker en Isabel Allende. De grote verscheidenheid aan culturen zorgt voor een zeer gevarieerde keuken. San Francisco heeft een grote hoeveelheid Aziatische restaurants en met name in het zuiden van de staat is de Mexicaanse keuken duidelijk aanwezig. Californië heeft echter ook een eigen keuken.
Gitaarmuziek werd al ver voor de Beach Boys door de Mexicanen geïntroduceerd in Californië, met bekende 19e-eeuwse gitaarvirtuozen als Manuel Ygnacio Ferrer (1828/1832–1904) en Luis Toribio Romero (1854–1893). Toen de staat in de jaren 40 overspoeld werd met mariniers met verlof van de oorlog met Japan, ontwikkelde San Francisco een levendige jazzscene, met name bebop. De jaren 50 zagen de opkomst van de zogenaamde cooljazz van Dave Brubeck en Chet Baker. De staat heeft ook een groot aandeel gehad in de Amerikaanse popmuziek. Zo komen wereldwijd bekende pop- en rockbands als No Doubt, Red Hot Chili Peppers of Linkin Park uit Californië. Een alternatieve popmuziekstijl die in Californië ontstond is skatepunk, waarvan The Offspring en Green Day de bekendste voorbeelden zijn. Veel bekende stonerrockbands zijn in Californië gevormd, zoals Kyuss, Fu Manchu en Queens of the Stone Age. Ook hiphop is vertegenwoordigd in de vorm van de zogenaamde westcoasthiphop, die vooral in de jaren 90 dominant was. Bekende artiesten zijn Tupac Shakur, Snoop Dogg en Dr. Dre. Een oorspronkelijk uit Californië afkomstige variant is gangsta rap, een stijl waarin een gewelddadige levensstijl en grote persoonlijk imago's en libido's centraal staan.

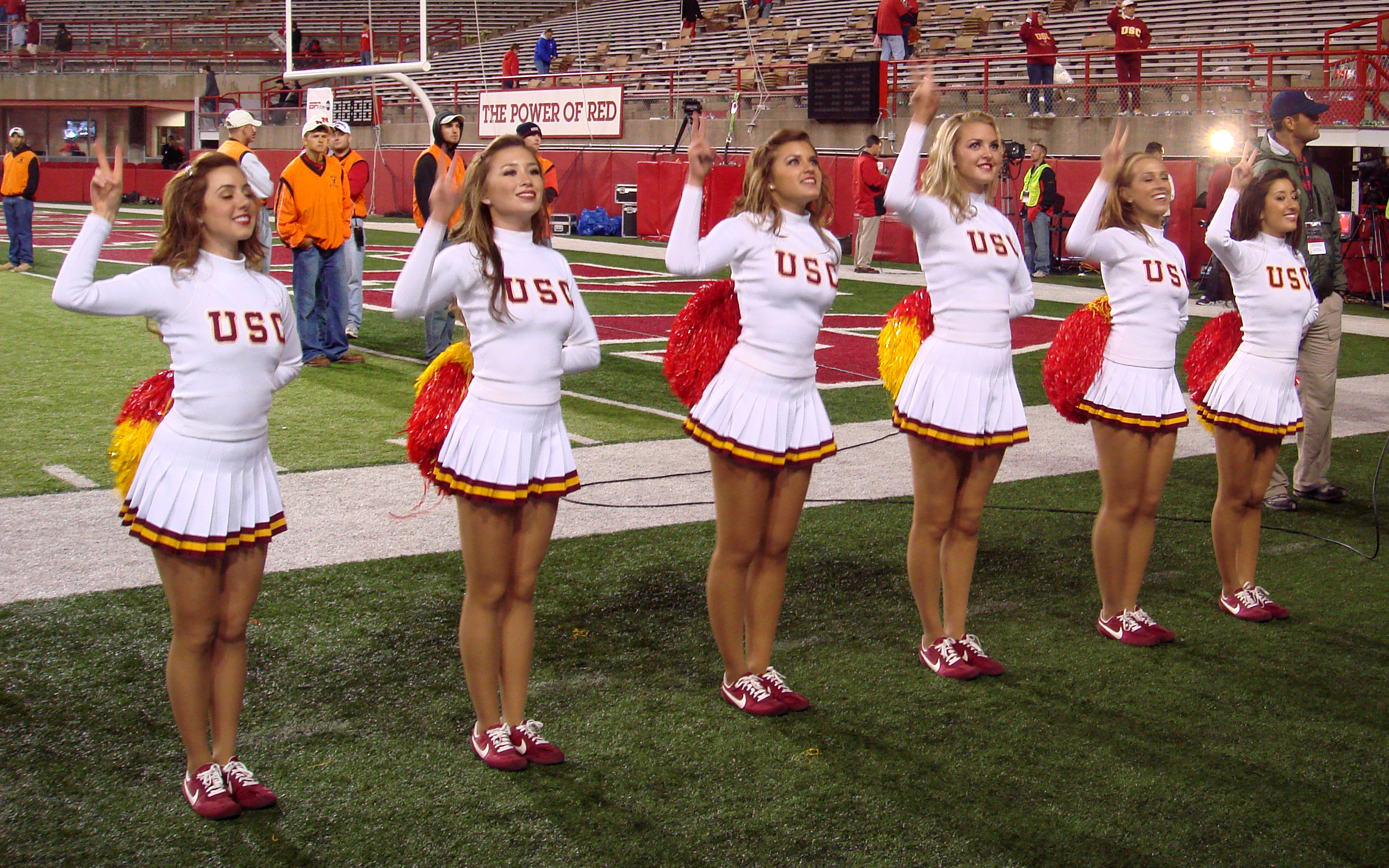
Cheerleaders van de Universiteit van Californië - Los Angeles tijdens een Americanfootballwedstrijd

### Sport
De Olympische Spelen vonden driemaal in Californië plaats: de Olympische Zomerspelen in 1932 en 1984 in Los Angeles en de Olympische Winterspelen van 1960 in Squaw Valley. Tijdens het wereldkampioenschap voetbal van 1994 werden wedstrijden gespeeld in het Stanford Stadium ten zuiden van San Francisco en de Rose Bowl in Los Angeles. De staat organiseert jaarlijks de California State Games, een op de Olympische Spelen gebaseerd toernooi voor amateursporters.
Californië heeft meer professionele clubs in major leagues dan enige andere staat en die clubs hebben grote hoeveelheden supporters. Vooral voor wedstrijden tussen clubs uit dezelfde regio (derby's) zit een groot deel van de bevolking achter de tv. De populairste sporten zijn, net als in de rest van de VS, honkbal, basketbal en American football. Californische honkbalploegen in de Major League Baseball zijn de Los Angeles Dodgers, de Los Angeles Angels of Anaheim, de Oakland Athletics, de San Diego Padres en de San Francisco Giants. De basketbalploegen uit de NBA zijn de Los Angeles Lakers, de Los Angeles Clippers, de Golden State Warriors, de Sacramento Kings en bij de vrouwen (in de WNBA) de Los Angeles Sparks. American football wordt vertegenwoordigd door de Oakland Raiders, San Diego Chargers, San Francisco 49ers, Los Angeles Rams en Los Angeles Chargers.
Ook ijshockey is populair: de San Jose Sharks, Anaheim Ducks en Los Angeles Kings spelen in de National Hockey League. Voetbal (Amerikaans: "soccer") wordt gespeeld door Los Angeles Galaxy, Chivas USA en de San Jose Earthquakes.
Sportteams van de Californische universiteiten behoren daarnaast ook tot de landelijke top. Deze hebben ook een grote aanhang onder de bevolking van de plaats waar ze gevestigd zijn.

## Overheid en voorzieningen

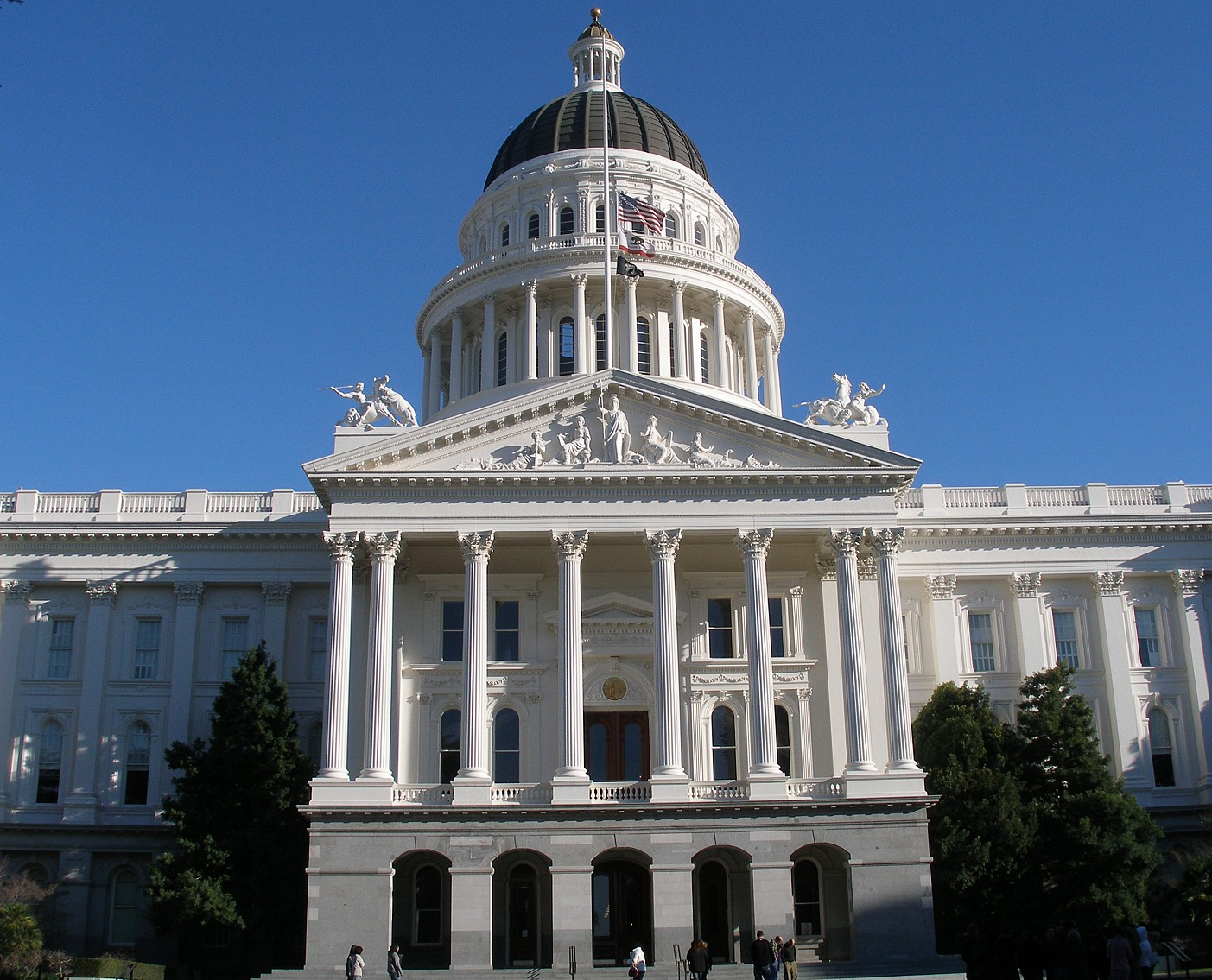
California State Capitol in Sacramento, waar de legislatuur van de staat gehuisvest is

### Regering
Californië wordt geregeerd als een republiek met een duidelijke scheiding der machten. De wetgevende macht, de California State Legislature, bestaat uit twee kamers van afgevaardigden: een lagerhuis en een hogerhuis (of senaat). Het hogerhuis, de California State Senate, heeft 40 leden die elk een kiesdistrict vertegenwoordigen. Het lagerhuis, de California State Assembly, heeft 80 leden, die ook elk een kiesdistrict vertegenwoordigen. Verkiezingen zijn er elke twee jaar. De kiesdistricten voor de twee huizen vallen niet samen en zijn dusdanig ingedeeld dat elk district ongeveer evenveel inwoners heeft. Tot voor kort konden de politici de kiesdistricten na iedere verkiezing herindelen, iets dat vaak door "gerrymandering" gebeurde. Hierdoor hadden sommige districten een ingewikkelde topografische vorm gekregen en was feitelijk vooraf bekend welke kandidaat gekozen zou worden. In 2010 beslisten de kiezers echter om een commissie in het leven te roepen, de California Citizens Redistricting Commission, die belast werd met het hertekenen van de districten voor de verkiezingen van 2012. Hierdoor behoren de Californische districten, zowel voor de staatslegislatuur als voor de congresdistricten, nu bij de meest competitieve in het land.
De uitvoerende macht wordt geleid door een gouverneur, die elke vier jaar door de bevolking wordt verkozen. De gouverneur is verantwoordelijk voor zogenaamde "departments", overheidsinstanties die over een bepaald terrein gaan. De meeste departments zijn gevestigd in Sacramento en zijn gegroepeerd in "agencies". Naast de gouverneur is er tevens een luitenant-gouverneur die als plaatsvervanger van de gouverneur en voorzitter van het hogerhuis functioneert. Andere gezagdragers met rollen vergelijkbaar met die van ministers zijn de Attorney General (het hoofd van justitie en politie), een Secretary of State (overziet verkiezingen en referenda), een State Treasurer (overziet de financiën van de staat), een State Controller (controleert de uitgaven van de staat), een Insurance Commissioner (gaat over het verzekeringstelsel) en een Superintendent of Public Instruction (gaat over onderwijs). Al deze gezagsdragers worden direct door de bevolking gekozen in aparte verkiezingen.
De gouverneursverkiezing van 2018 werd gewonnen door Gavin Newsom van de Democratische Partij. Hij trad in januari 2019 aan als gouverneur van Californië. De luitenant-gouverneur van de staat is Eleni Kounalakis.
Hoe de regering van Californië functioneert, ligt vast in een eigen grondwet, die kan worden aangepast via referenda. Zowel de gouverneur als de beide kamers als het volk (door een petitie) kunnen het initiatief tot een referendum nemen.

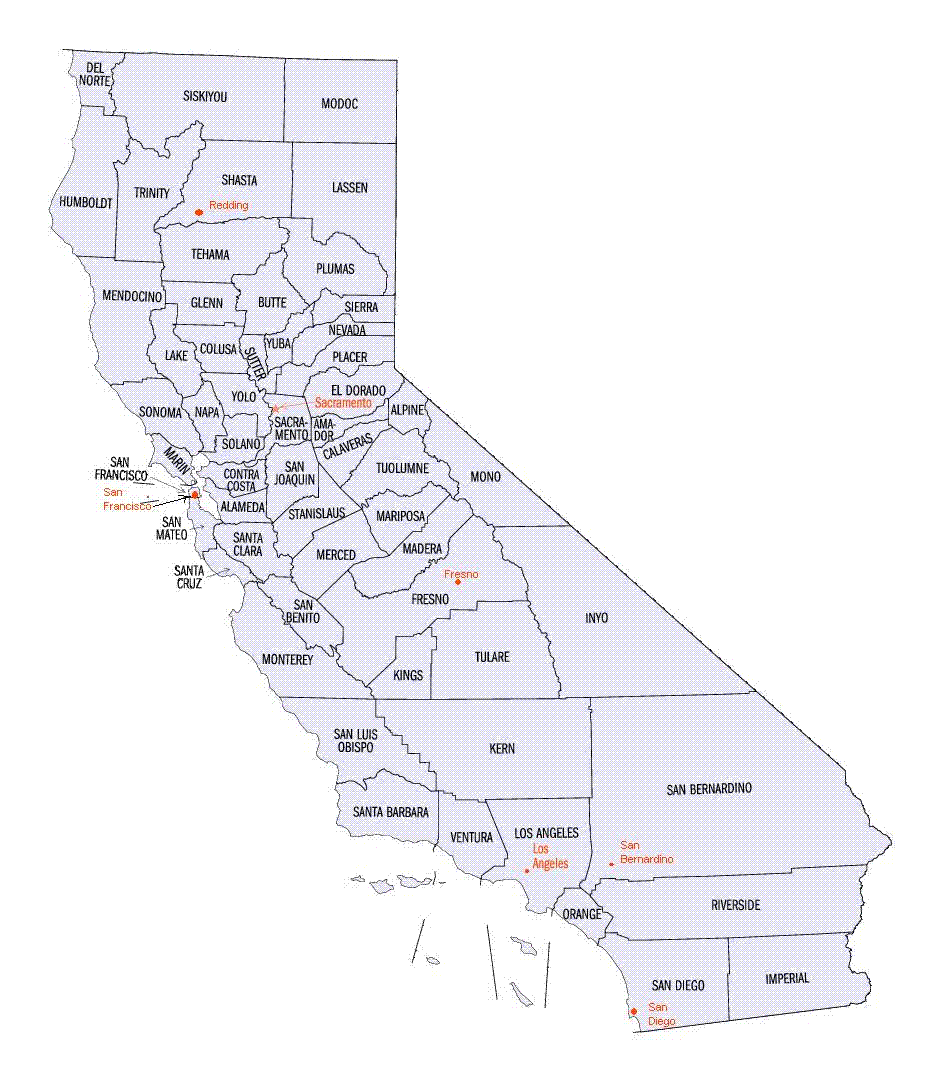
Indeling van Californië in county's

### Bestuurlijke indeling
Californië is onderverdeeld in 58 county's, die het lokale bestuur vormen. Deze 58 county's bevatten 480 gemeentes: 22 "towns" en 458 "city's", waarvan het merendeel binnen een van de vijf metropoolregio's van de staat ligt. De staat erkent twee soorten city's: zogenaamde "charter cities" die bestuurd worden met een eigen charter en zogenaamde "general law cities", die de algemene wetgeving van de staat volgen. De meeste city's zijn van het laatste type, maar de oudere, waaronder de tien grootste steden van de staat, hebben alle een eigen charter.

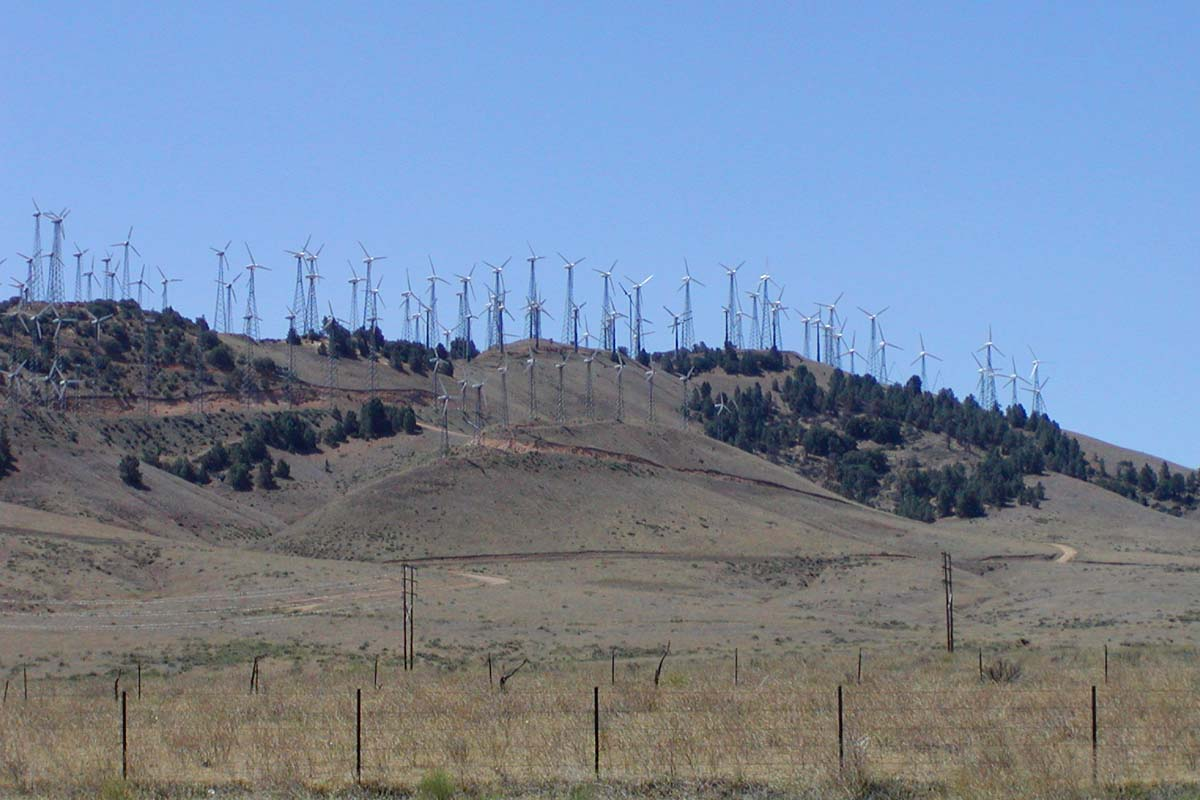
Windturbinepark in de Tehachapi Mountains. Californië heeft in de Verenigde Staten een relatief groot aandeel groene energie

### Politiek
Het binnenland, de Central Valley en het zuiden van de staat (op het dichtbevolkte Los Angeles County na) stemmen overwegend op de Republikeinen. De kustgebieden, waaronder Los Angeles, de San Francisco Bay Area en de hoofdstad Sacramento stemmen overwegend op de Democraten. Tot 1992 ging de staat bij Amerikaanse presidentsverkiezingen vrijwel altijd naar de Republikeinen. Hetzelfde gold voor verkiezingen voor de Amerikaanse senaat. Het groeiende aandeel minderheidsgroepen onder de bevolking (vooral door immigratie van Latijns-Amerikanen uit Mexico) heeft de balans in de jaren 90 echter doen omslaan in het voordeel van de Democraten. Zowel de afgevaardigden op landelijk niveau als die op het niveau van de staat zijn sindsdien merendeels Democraten. Er komen echter opvallende uitzonderingen voor, zoals de verkiezing van de Republikein Arnold Schwarzenegger tot gouverneur in 2003 en 2006. Succesvolle Republikeinse kandidaten in Californië worden vaak als relatief gematigd gezien vergeleken met de landelijke partijlijn van de Republikeinse Partij.
Californië heeft een zeer groot begrotingstekort, zodat gedurende de jaren 2000 gevreesd werd dat de staat failliet zou kunnen gaan. De politiek kon het vaak niet eens worden hoe bezuinigd moest worden: voor de Democraten is het snijden in openbare voorzieningen taboe, terwijl de Republikeinen geen verhogingen van de belastingen willen.

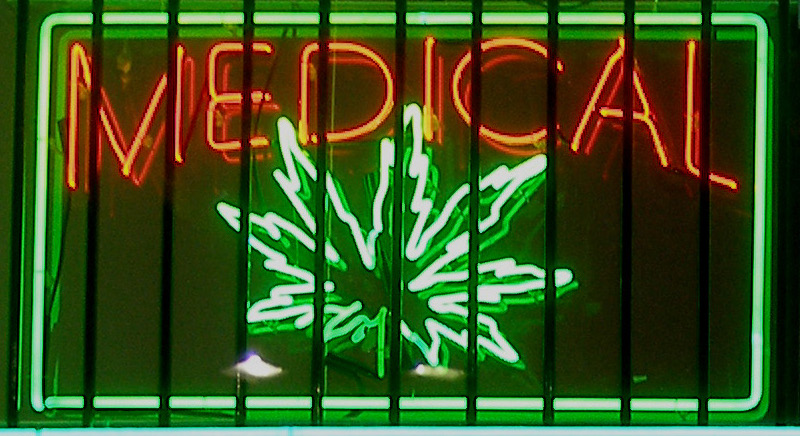
Neonreclame voor medicinale cannabis in Los Angeles

De inwoners van Californië, met name in de kustgebieden zoals in San Francisco en Los Angeles, zijn over het algemeen progressiever ingesteld dan de gemiddelde inwoner van de Verenigde Staten. Ze staan minder afwijzend tegenover een afwijkende of alternatieve levensstijl, hebben sterk diverse religieuze opvattingen en hechten relatief veel waarde aan milieubescherming. Het homohuwelijk werd in juni 2008 door het hooggerechtshof van de staat legaal verklaard, maar een half jaar later na een referendum (Proposition 8) weer afgeschaft door een amendement van de grondwet. Na een lange juridische strijd worden er sinds 28 juni 2013 opnieuw huwelijken voltrokken tussen twee personen van hetzelfde geslacht. Californië heeft ook een zeer liberaal drugsbeleid. Het was in 1996 per referendum de eerste staat in de VS die medicinaal gebruik legaliseerde. Deze wet gaf inwoners van Californië met een doktersvoorschrift het recht marihuana te bezitten, gebruiken, verbouwen en aan te schaffen in speciale winkels. In 2010 werd een voorstel tot legalisering van marihuana echter bij referendum verworpen.
Vanwege de hoge grondprijzen hebben veel Californiërs een groot deel van hun geld in grond- of huizenbezit. Zaken die de grondprijs kunnen doen dalen, zoals de bouw van nieuwe vliegvelden, gevangenissen of militaire installaties zijn daarom vaak onderwerp van politieke controverse.
Californië heeft een groter aandeel groene energie dan de rest van de Verenigde Staten, voornamelijk windenergie en waterkrachtcentrales. De staat hanteert sinds eind jaren 70 een moratorium op de bouw van nieuwe kerncentrales vanwege zorgen over de opslag van radioactief afval. Een ander onderwerp van debat binnen de milieuproblematiek is watergebruik. Het droge dichtbevolkte zuiden heeft een steeds groeiende behoefte aan water, ook vanwege de verzilting van grondwater in de kustgebieden. Het noorden van de staat is echter niet zonder meer bereid meer water naar het zuiden te sluizen.
In de grote steden van Californië (met name Los Angeles) vormen gewapende bendes een serieus probleem voor de veiligheid. Openbaar wapenbezit is mede daarom onderwerp van politiek debat. Sinds 1990 is het bezit van bepaalde schietwapens een misdrijf, hoewel dit niet voor alle wapens geldt. Wapenvergunningen worden in de stedelijke county's alleen bij uitzondering verleend, terwijl het in de landelijke county's juist vrij makkelijk is aan een wapen te komen.

### Justitie
Californië heeft ongeveer 1600 rechters. Om rechter te worden is sinds 1974 een graad in de rechten vereist. De wetgeving van de staat is gebaseerd op Britse common law (zoals in vrijwel alle staten van de VS), hoewel een aantal kenmerken zijn overgenomen uit de Spaanse civil law, zoals het principe van gemeenschap van goederen. De staat hanteert de doodstraf, die slechts mogelijk is door dodelijke injectie. Sinds 2006 heeft de staat echter een de facto moratorium op de doodstraf. De wet stipuleert namelijk dat alleen een arts de executie mag uitvoeren, maar alle artsen beschouwen dit als in tegenspraak met hun beroepseed.
Onder common law geldt het principe van stare decisis (een vorm van jurisdictie). Hoger beroep is mogelijk bij de Courts of Appeal en ten slotte bij de Supreme Court of California, het hooggerechtshof van de staat. Dit laatste heeft ook originele jurisdictie in sommige zaken, zoals in geval van habeas corpus. De Supreme Court bestaat uit zeven rechters, die worden aangewezen door de gouverneur van de staat.

### Onderwijs

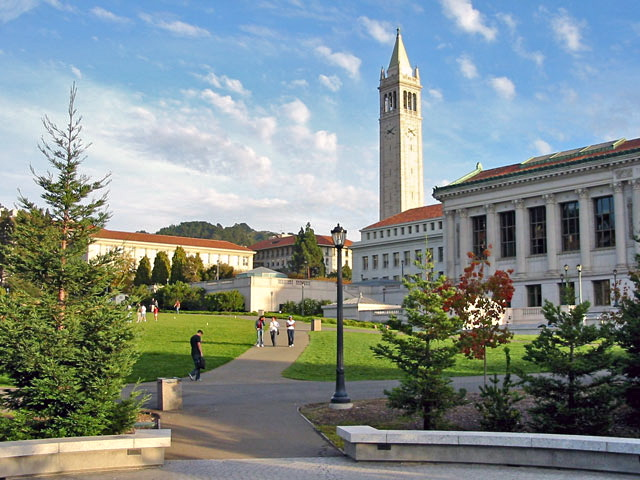
Campus van de University of California in Berkeley

Net als in de rest van de Verenigde Staten, bestaat het onderwijssysteem in Californië uit drie lagen: lager, middelbaar en hoger onderwijs. Vergeleken met andere staten heeft Californië een relatief klein budget voor onderwijs en het aantal docenten per leerling is een van de laagste in de Verenigde Staten.
Het middelbaar onderwijs bestaat uit meestal (openbare) highschools. Daarna kan gekozen worden voor een tweejarige opleiding aan een van de 110 community colleges in de staat. Met meer dan 2,5 miljoen scholieren is het California Community Colleges System een van de grootste programma's voor hoger onderwijs ter wereld. De staat heeft daarna twee universitaire systemen: de California State University (CSU) en de Universiteit van Californië (UC). De CSU heeft meer dan 400.000 studenten verdeeld over 23 campussen, waarmee ze het grootste universitaire systeem van de Verenigde Staten is. De CSU verricht echter maar weinig wetenschappelijk onderzoek en is vooral op het onderwijs gericht. De UC heeft bijna 200.000 studenten en tien campussen, de grootste daarvan zijn de University of California in Berkeley en de University of California in Los Angeles (UCLA). Beide behoren tot de hoogst aangeschreven universiteiten ter wereld. De UC is gericht op wetenschappelijk onderzoek, heeft per student meer geld beschikbaar en staat hoger aangeschreven dan de CSU-universiteiten.
Ook heeft de staat enkele hoog aangeschreven particuliere universiteiten, zoals Stanford University (gevestigd in Palo Alto), California Institute of Technology (Caltech), gevestigd in Pasadena), de University of Southern California (USC, gevestigd in Los Angeles) en Claremont Colleges (gevestigd in Claremont).

## Economie

Aandeel per sectoren aan het bruto binnenlands product van Californië in 2008

Het bruto regionaal product van Californië was in 2018 3000 miljard dollar. In 2007, voor de kredietcrisis, was dit 1812 miljard Amerikaanse dollar. Daarmee was Californië toen verantwoordelijk voor 13% van het bruto binnenlands product van de VS. Was de staat een onafhankelijk land geweest, dan was het de op acht na grootste economie ter wereld geweest (of wanneer de koopkrachtpariteit als maat wordt genomen, de op elf na grootste economie). Het bruto binnenlands product per capita was dat jaar 38.956 dollar. De Californische economie is sterk afhankelijk van de handel, ongeveer een kwart van de economie bestaat uit de handel met het buitenland. In 2008 exporteerde de staat voor 144 miljard dollar. Het belangrijkste exportproduct (ongeveer 42% van de totale export) zijn computers en elektronica.
De belangrijkste buitenlandse investeerders in de staat zijn Japan, het Verenigd Koninkrijk, Zwitserland, Duitsland en Frankrijk. Buitenlandse investeringen waren in 2005 goed voor 4,2% van alle werkgelegenheid.
In 2007 lag de werkloosheid net onder de 6%, maar als gevolg van de kredietcrises was dit in 2009 opgelopen tot 12%. De verdeling van de welvaart is scheef. Een aantal van de rijkste gebieden in de VS liggen in de staat, zoals La Jolla bij San Diego, Beverly Hills bij Los Angeles, Newport Beach in Orange County en San Francisco. De gemiddelde huizenprijs in de staat is ongeveer 500.000 dollar maar is in deze plaatsen tegen de 2 miljoen dollar. Ook heeft de staat enkele zeer arme gebieden: sommige delen van de Central Valley behoren tot de armste gebieden in de VS.

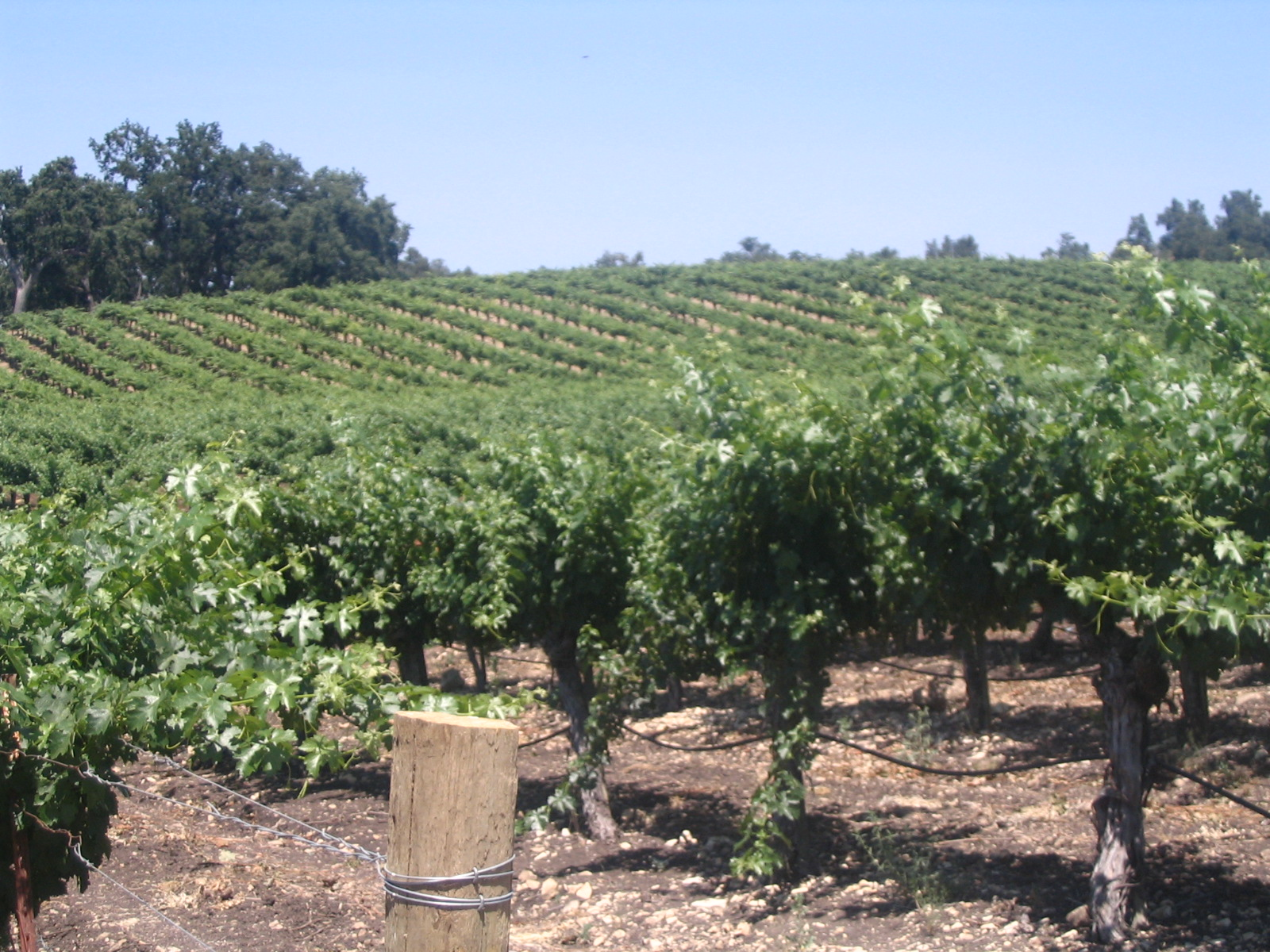
Wijnbouw bij Paso Robles

### Landbouw en mijnbouw
De landbouw is sinds de immigratiegolf van arme boeren uit het midden van de VS in de jaren 30 een belangrijke bron van inkomsten geworden. In 2009 was landbouw direct verantwoordelijk voor 2% van het bruto binnenlands product. Californië is vooral bekend om fruitteelt (met name citrusvruchten) en wijnbouw, maar ook groente en zuivel zijn belangrijke producten. De landbouw concentreert zich in de Central Valley en in het gebied rond Los Angeles in het zuiden van de staat. Het laatste gebied is voor irrigatiewater afhankelijk van wateraanvoer vanuit het noorden. Sinds de tweede helft van de 20e eeuw maakt de landbouw op grote schaal gebruik van illegale, en daarom goedkope arbeidskrachten uit Mexico. Omdat de illegale arbeiders Californië binnenkomen door de ondiepe grensrivieren worden ze wetbacks (natruggen) genoemd.
In het begin van de 20e eeuw professionaliseerde de Californische fruitteelt. Het Californische fruit, dat in het oosten van de VS exotisch is, werd onder andere door Sunkist handig als merk op de markt gebracht. Californië is verreweg de grootste exporteur van fruit in de VS.
Ongeveer 90% van alle wijnbouw in de Verenigde Staten vindt in Californië plaats en men exporteert wijn over de hele wereld. Druiventeelt kwam al langer voor, maar wijnproductie begon pas in de jaren 60 op grote schaal. Wijnbouw is te vinden langs vrijwel de gehele lengte van de kustgebergtes, in de Central Valley en in de uitlopers van de Sierra Nevada. De belangrijkste wijngebieden van de VS worden door de Amerikaanse overheid American Viticultural Area (AVA) genoemd. Bekende AVA's in Californië zijn Napa Valley, Russian River Valley, Rutherford en Sonoma Valley. De grootste wijnregio is echter de enorme Central Valley, waar zo'n 75% van alle Californische druiven geteeld worden.
In het laatste decennium van de 19e eeuw werd op verschillende plekken in Californië aardolie ontdekt. Er wordt naar olie geboord in de Central Valley bij Bakersfield, in het Los Angeles Basin bij Long Beach en Los Angeles en voor de kust tussen Santa Barbara en Los Angeles.

### Industrie
Na de Tweede Wereldoorlog groeide de luchtvaartindustrie sterk, zoals Lockheed, Convair en later de ruimtevaart. De opkomst van de televisie zorgde voor groei van de entertainmentindustrie in Hollywood. Een belangrijke factor in de Californische economische groei waren universiteiten UCLA, Berkeley en Stanford. Deze speelden een grote rol bij de opkomst van de ICT in de jaren 1970, waarna in het gebied rond Mountain View (ten zuiden van San Francisco) de grootste concentratie hightech-industrie ter wereld ontstond. Dit gebied kreeg daarom de bijnaam Silicon Valley. Apple, Google, Hewlett-Packard, Xerox, Intel, Sun Microsystems, eBay, AMD, Meta en McAfee behoren tot de bedrijven die er zijn gevestigd. Toyota startte in 1984 een autofabriek in joint venture met General Motors in Fremont, oostelijk van San Francisco.

### Transport en infrastructuur

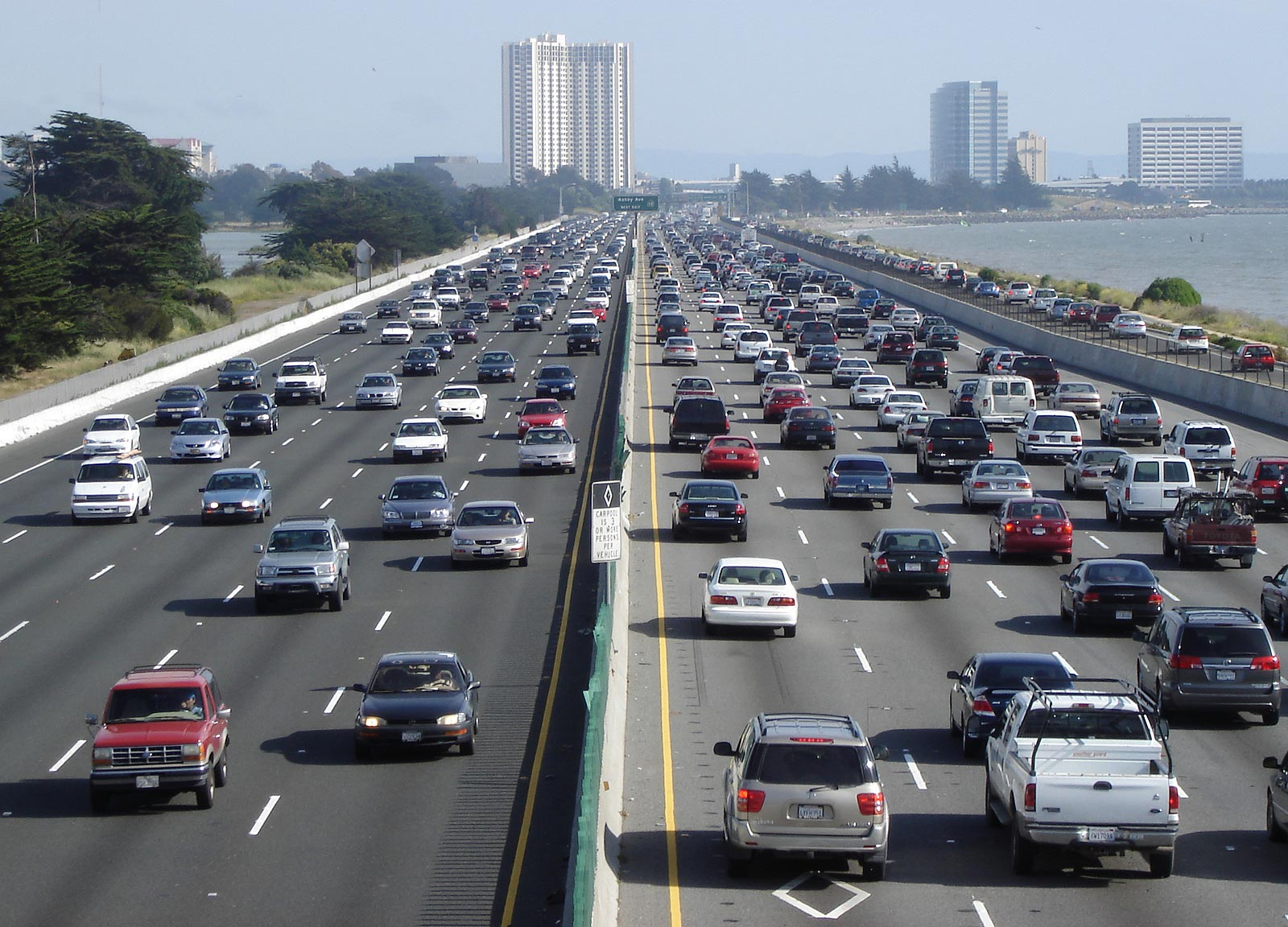
Interstate 80 bij Berkeley

Californië heeft een uitgebreid wegennetwerk, dat onderhouden wordt door het California Department of Transportation (Caltrans). Vanwege de autocultuur is het fileprobleem in de grote steden ondanks openbaar vervoer op die plekken groot.
De belangrijkste autosnelwegen ("freeways") van noord naar zuid zijn de Route 101, die onder andere over de Golden Gate Bridge loopt, en I-5 die vanaf de Mexicaanse grens bij San Diego langs Los Angeles en door de Central Valley loopt. Een alternatief voor de I-5 is de State Route 99, die de steden in het oosten van de Central Valley met elkaar verbindt. Langs de kust loopt de smallere State Route 1, bekend vanwege de panorama's. De I-15 verbindt Los Angeles met Las Vegas (Nevada). Van oost naar west lopen de I-40 en I-10 die Greater Los Angeles met Tucson en Phoenix in Arizona verbinden, de I-8 die San Diego met Tucson verbindt, Route 50 van Sacramento naar Lake Tahoe en Carson City (Nevada) en de I-80 van San Francisco naar Reno (Nevada). In het noorden vormen naast I-5 en Route 101 ook Route 97 en Route 199 verbindingen met Oregon.
De grootste vliegvelden van Californië zijn Los Angeles International Airport en San Francisco International Airport, die vooral vliegverbindingen met het Pacifische gebied en het oosten van de Verenigde Staten hebben. Er zijn nog tientallen kleinere vliegvelden in de staat.
Californië heeft een aantal zeehavens, zoals de bij elkaar liggende havens van Los Angeles en Long Beach, die samen de grootste goederenhaven van de Verenigde Staten vormen, verantwoordelijk voor ongeveer een kwart van alle containeroverslag in het land. De haven van Oakland, een andere overslaghaven, is de vierde haven van de VS.

Het pretpark Disneyland bij Anaheim, niet ver van Los Angeles, is een grote toeristische trekpleister

Het openbaar vervoer is over het algemeen beter ontwikkeld dan in de rest van de VS, hoewel het veel minder uitgebreid is als in Europa. Interregionaal treinverkeer (personenvervoer) wordt verzorgd door Amtrak California, een samenwerkingsverband tussen Amtrak en Caltrans. Omdat niet tussen alle steden spoor ligt, opereert Amtrak California op sommige trajecten met bussen. Los Angeles en San Francisco hebben zowel een metro als een lightrail; San Jose, San Diego en Sacramento hebben alleen een lightrail. In de Bay Area worden regionale treinverbindingen verzorgd door ACE, BART en Caltrain, in Greater Los Angeles door Metrolink en in San Diego County door Sprinter en Coaster. Hoewel de meeste county's enkele busverbindingen hebben is het platteland slecht ontsloten met openbaar vervoer.
Plannen voor een hogesnelheidstrein (California High-Speed Rail) die San Diego, Los Angeles, Sacramento, Oakland en San Francisco zal verbinden zijn in een vergevorderd stadium. De eerste treinen zullen rond 2020 rijden.

### Toerisme
Californië heeft een divers aanbod aan toeristische attracties. Gecombineerd met een warm en zonnig klimaat zorgen zij ervoor dat Californië van alle Amerikaanse staten het grootste aantal buitenlandse toeristen ontvangt. Toerisme is daarom een belangrijke bron van inkomsten. De steden San Francisco en Los Angeles trekken de meeste bezoekers, zowel binnenlandse als buitenlandse toeristen. In San Francisco zijn het centrum met Chinatown en de haven bij Fisherman's Wharf, het gevangeniseiland Alcatraz, de Golden Gate Bridge en het Golden Gate Park de belangrijkste attracties. In de omgeving van Los Angeles liggen het pretpark Disneyland (in Anaheim), Hollywood met de filmstudio's en themaparken van Warner Bros. en Universal Studios, en de boulevards en jachthavens van Santa Monica en Venice Beach. Los Angeles heeft daarnaast een aantal internationaal bekende musea, zoals het Los Angeles County Museum of Art, het J. Paul Getty Museum en het Museum of Contemporary Art. In San Diego vormen het dolfinarium SeaWorld en de Californische versie van Legoland de belangrijkste attracties.
De lange kust van Californië trekt ook toeristen, met name in het zonnige zuiden van de staat. Grote delen van de kust bestaan echter niet uit strand maar uit kliffen.
Ook heeft Californië een groot aanbod aan natuurlijke attracties, waaronder een aantal nationale parken. Yosemite National Park in de Sierra Nevada trekt het grootste aantal bezoekers. De Yosemite Valley is bekend om zijn watervallen, hoge sequoia's en rotswanden. Andere toeristische locaties in de Sierra Nevada zijn Sequoia National Park, Kings Canyon National Park (met een van de diepste kloven ter wereld), Red Rock Canyon en Lake Tahoe op de grens met Nevada. In de woestijn in het zuiden van de staat liggen Joshua Tree National Park, Death Valley National Park en Mojave National Preserve. In het noorden liggen de vulkanen van Lassen Volcanic National Park en Mount Shasta en het Redwood National Park, waar de hoogste bomen ter wereld groeien. In 2013 werd het Pinnacles National Monument in de Central Coast-regio het Pinnacles National Park.